# Looney Tunes und Merrie Melodies/Filmografie (1950–1959)
Dies ist eine Liste der Looney-Tunes- und Merrie-Melodies-Cartoons der Jahre 1950 bis 1959.

## Erläuterungen
- Hinweis: Für eine einfachere Übersicht, ohne die deutschsprachigen Veröffentlichungen, im jeweiligen Jahresabschnitt einmal auf „Nr.“ klicken.
- LT steht für die Looney-Tunes-Reihe, MM steht für die Merrie-Melodies-Reihe.
- Angaben, die mit einem Sternchen gekennzeichnet sind, beziehen sich auf die im Rahmen des Blue-Ribbon-Programms erfolgten Wiederveröffentlichungen der entsprechenden Cartoons, wodurch einige Looney-Tunes-Cartoons zu Merrie-Melodies-Cartoons wurden.
- Die Angabe „Letztauftritt“ bezieht sich nur auf die Kurzfilmauftritte.
- (C) steht für das Copyright-Datum.

## 1950
1950 wurden 31 Cartoons veröffentlicht, davon sind 16 Teil der Looney-Tunes-Reihe und 15 Teil der Merrie-Melodies-Reihe, in der auch Friz Frelengs Cartoon Verkleidungskünstler mit Sylvester und Tweety erschien, der eine Oscar-Nominierung bekam. Die Regie lag ab diesem Jahr an bis zum Jahr 1958 ausschließlich bei Friz Freleng, Chuck Jones und Robert McKimson, die allesamt für beide Reihen tätig waren.
| Nr. | Deutscher Titel                | Originaltitel                 | Kinopremiere (USA)             | Bekannte Charaktere                                                                                     | LT/MM   | Regie           | Anmerkungen |
| --- | ------------------------------ | ----------------------------- | ------------------------------ | --- | ------- | --------------- | --- |
| 578 | Trautes Heim …                 | Home, Tweet Home              | 14. Jan. 1950 (1957–58*)       | Sylvester & Tweety, Hector the Bulldog                                                                  | MM*     | Friz Freleng    | |
| ٴ· Deutschsprachige Veröffentlichung: als Trautes Heim … bei Warner Cartoons 5: Sylvester & Tweety (VHS, WB, 1989, 1990, 1993); ohne dt. Titel bei Mein Name ist Hase (Fernsehserie, Folge 36). |                                |                               |                                | |         |                 | |
| 579 | –                              | Hurdy-Gurdy Hare              | 21. Jan. 1950 (1959–64*)       | Bugs Bunny, Gruesome Gorilla                                                                            | MM*     | Robert McKimson | |
| ٴ· Deutschsprachige Veröffentlichung: ohne dt. Titel bei Mein Name ist Hase (Fernsehserie, Folge 40). |                                |                               |                                | |         |                 | |
| 580 | Wie du mir, so ich dir         | Boobs in the Woods            | 28. Jan. 1950 (1958–59*)       | Schweinchen Dick, Daffy Duck                                                                            | LT, MM* | Robert McKimson | |
| ٴ· Deutschsprachige Veröffentlichung: als Wie du mir, so ich dir bei Looney Tunes: Daffy Duck und Schweinchen Dick Collection (DVD, WB, 2003), Bugs Bunny und Looney Tunes (Fernsehserie); als Wie Du mir, so ich Dir! bei Warner Cartoons 4: Porky Pig (VHS, WB, 1989, 1990, 1993), Bugs Bunny und seine Freunde 5 – Von Freunden und Feinden (VHS, WB, 1991).                                                                               |                                |                               |                                | |         |                 | |
| 581 | –                              | Mutiny on the Bunny           | 11. Feb. 1950 (20. Jan. 1968*) | Bugs Bunny, Yosemite Sam                                                                                | LT*     | Friz Freleng    | |
| ٴ· Deutschsprachige Veröffentlichung: ohne dt. Titel bei Mein Name ist Hase (Fernsehserie, Folge 4). |                                |                               |                                | |         |                 | |
| 582 | –                              | The Lion’s Busy               | 18. Feb. 1950 (1960–61*)       | Beaky Buzzard, Kurzauftritt: Bugs Bunny                                                                 | LT, MM* | Friz Freleng    | |
| ٴ· Deutschsprachige Veröffentlichung: ohne dt. Titel bei Mein Name ist Hase (Fernsehserie, Folge 95). |                                |                               |                                | |         |                 | |
| 583 | Das scharlachrote Pumpernickel | The Scarlet Pumpernickel      | 4. Mär. 1950 (1957–58*)        | Schweinchen Dick, Daffy Duck, Sylvester, Melissa Duck, Kurzauftritte: Elmer Fudd, Henery Hawk, Mama Bär | LT, MM* | Chuck Jones     | Zeigt mehr bekannte Charaktere als alle anderen Cartoons der klassischen Looney-Tunes- und Merrie-Melodies-Cartoon-Ära (1929–1969); erster gemeinsamer Auftritt von Daffy Duck und Sylvester; Erstauftritt von Melissa Duck. |
| ٴ· Deutschsprachige Veröffentlichung: als Das scharlachrote Pumpernickel bei Looney Tunes: Daffy Duck und Schweinchen Dick Collection (DVD, WB, 2003, gesprochener Titel: Der Scharlachrote Pumpernickel); als Der Scharlachrote Pumpernickel bei Daffy Duck 2 (VHS, WB, 1993), Looney Tunes Platinum Collection – Volume Eins (Blu-ray, WB, 2011).                                                                                           |                                |                               |                                | |         |                 | |
| 584 | Hase ohne Heim                 | Homeless Hare                 | 11. Mär. 1950 (1961–62*)       | Bugs Bunny                                                                                              | MM*     | Chuck Jones     | |
| ٴ· Deutschsprachige Veröffentlichung: als Hase ohne Heim bei Bugs Bunny und Looney Tunes (Fernsehserie), Looney Tunes Collection: Best of Bugs Bunny Volume 3 (DVD, WB, 2007), Boomerangs Starparade (Fernsehserie, 2013); als Häschen in der Grube bei Die Stars aus Space Jam – Bugs Bunny (VHS, WB, 1997); ohne dt. Titel bei Mein Name ist Hase (Fernsehserie, Folge 24).                                                                 |                                |                               |                                | |         |                 | |
| 585 | –                              | Strife with Father            | 1. Apr. 1950 (Sep. 1961*)      | Beaky Buzzard                                                                                           | MM*     | Robert McKimson | Letztauftritt von Beaky Buzzard bis 1995. |
| ٴ· Deutschsprachige Veröffentlichung: ohne dt. Titel bei Mein Name ist Hase (Fernsehserie, Folge 97). |                                |                               |                                | |         |                 | |
| 586 | Der eingebildete Katzient      | The Hypo-Chondri-Cat          | 15. Apr. 1950 (1957–58*)       | Claude Cat, Hubie & Bertie                                                                              | MM*     | Chuck Jones     | |
| ٴ· Deutschsprachige Veröffentlichung: als Der eingebildete Katzient bei Looney Tunes: All Stars – Ihre ersten Cartoons Teil 1 (DVD, WB, 2003); ohne dt. Titel bei Mein Name ist Hase (Fernsehserie, Folge 50). |                                |                               |                                | |         |                 | |
| 587 | Bugs im Bau                    | Big House Bunny               | 22. Apr. 1950                  | Bugs Bunny, Yosemite Sam                                                                                | LT      | Friz Freleng    | |
| ٴ· Deutschsprachige Veröffentlichung: als Bugs im Bau bei Looney Tunes: Bugs Bunny Collection (DVD, WB, 2003), Bugs Bunny und Looney Tunes (Fernsehserie), Boomerangs Starparade (Fernsehserie, 2013); ohne dt. Titel bei Mein Name ist Hase (Fernsehserie, Folge 17). |                                |                               |                                | |         |                 | |
| 588 | –                              | The Leghorn Blows at Midnight | 6. Mai 1950 (Nov. 1957*)       | Foghorn Leghorn, Barnyard Dawg, Henery Hawk                                                             | LT, MM* | Robert McKimson | |
| ٴ· Deutschsprachige Veröffentlichung: ohne dt. Titel bei Mein Name ist Hase (Fernsehserie, Folge 2). |                                |                               |                                | |         |                 | |
| 589 | –                              | His Bitter Half               | 20. Mai 1950 (1957–58*)        | Daffy Duck                                                                                              | MM*     | Friz Freleng    | |
| ٴ· Deutschsprachige Veröffentlichung: ohne dt. Titel bei Mein Name ist Hase (Fernsehserie, Folge 42). |                                |                               |                                | |         |                 | |
| 590 | Ach du dickes Ei               | An Egg Scramble               | 27. Mai 1950 (1958–59*)        | Schweinchen Dick, Miss Prissy                                                                           | MM*     | Robert McKimson | Nicht zu verwechseln mit Ach, du dickes Ei! aus demselben Jahr (OT: Golden Yeggs); Erstauftritt von Miss Prissy. |
| ٴ· Deutschsprachige Veröffentlichung: als Ach du dickes Ei bei Bugs Bunny und Looney Tunes (Fernsehserie), Looney Tunes Collection: Best of Porky Volume 2 (DVD, WB, 2007); als Ein Ei für Prissy bei Bugs Bunnys Video Show 10 (VHS, WB, 1984), Warner Cartoons 4: Porky Pig (VHS, WB, 1989, 1990, 1993, 1996), Bugs Bunny 2 (VHS, WB, 1993).                                                                                                |                                |                               |                                | |         |                 | |
| 591 | Is’ was, Doc?                  | What’s Up Doc?                | 17. Juni 1950                  | Bugs Bunny, Elmer Fudd                                                                                  | LT      | Robert McKimson | |
| ٴ· Deutschsprachige Veröffentlichung: als Is’ was, Doc? bei Bugs Bunny und Looney Tunes (Fernsehserie), Boomerangs Starparade (Fernsehserie, 2013); als Is was, Doc? bei Looney Tunes: Bugs Bunny Collection (DVD, WB, 2003); ohne dt. Titel bei Mein Name ist Hase (Fernsehserie, Folgen 51 und 99). |                                |                               |                                | |         |                 | |
| 592 | Alles einsteigen, bitte        | All a Bir-r-r-d               | 24. Juni 1950 (1957–58*)       | Sylvester & Tweety, Hector the Bulldog                                                                  | LT, MM* | Friz Freleng    | |
| ٴ· Deutschsprachige Veröffentlichung: als Alles einsteigen, bitte bei Bugs Bunny und Looney Tunes (Fernsehserie); als Alles einsteigen bitte bei Looney Tunes: Best of Tweety & Sylvester Teil 1 (DVD, WB, 2005), Boomerangs Starparade (Fernsehserie, 2013); als Abenteuer im Westernexpress (Dux-Kino, Markes & Co); ohne dt. Titel bei Mein Name ist Hase (Fernsehserie, Folge 1).                                                         |                                |                               |                                | |         |                 | |
| 593 | Vogel im Frack                 | 8 Ball Bunny                  | 8. Juli 1950 (1959–64*)        | Bugs Bunny, Playboy Penguin                                                                             | LT, MM* | Chuck Jones     | Letztauftritt von Playboy Penguin. |
| ٴ· Deutschsprachige Veröffentlichung: als Vogel im Frack bei Bugs Bunnys Video Show 2 (VHS, WB, 1984), Bugs Bunny und seine Freunde 2 – Leichte Beute (VHS, WB, 1991), Bugs Bunny 2 (VHS, WB, 1993); ohne dt. Titel bei Mein Name ist Hase (Fernsehserie, Folge 85). |                                |                               |                                | |         |                 | |
| 594 | –                              | It’s Hummer Time              | 22. Juli 1950 (1957–58*)       | The Supreme Cat                                                                                         | LT, MM* | Robert McKimson | |
| ٴ· Deutschsprachige Veröffentlichung: ohne dt. Titel bei Mein Name ist Hase (Fernsehserie, Folge 43). |                                |                               |                                | |         |                 | |
| 595 | Ach, du dickes Ei!             | Golden Yeggs                  | 5. Aug. 1950 (1958–59*)        | Schweinchen Dick, Daffy Duck, Rocky                                                                     | MM*     | Friz Freleng    | Nicht zu verwechseln mit Ach du dickes Ei aus demselben Jahr (OT: An Egg Scramble); Erstauftritt von Rocky. |
| ٴ· Deutschsprachige Veröffentlichung: als Ach, du dickes Ei! bzw. Ach du dickes Ei! bei Warner Cartoons 9: Daffy Duck (VHS, WB, 1989, 1990, 1993, 1996); als Ach du dickes Ei bei Looney Tunes: Daffy Duck und Schweinchen Dick Collection (DVD, WB, 2003); ohne dt. Titel bei Der total verrückte Bugs Bunny Film (Film, 1981). |                                |                               |                                | |         |                 | |
| 596 | Hillbilly Bunny                | Hillbilly Hare                | 12. Aug. 1950                  | Bugs Bunny, The Martin Brothers                                                                         | MM      | Robert McKimson | |
| ٴ· Deutschsprachige Veröffentlichung: als Hillbilly Bunny bei Bugs Bunny und Looney Tunes (Fernsehserie), Looney Tunes Collection: Best of Bugs Bunny Volume 3 (DVD, WB, 2007), Looney Tunes Platinum Collection – Volume Drei (Blu-ray, WB, 2014); ohne dt. Titel bei Mein Name ist Hase (Fernsehserie, Folge 32). |                                |                               |                                | |         |                 | |
| 597 | –                              | Dog Gone South                | 26. Aug. 1950 (1958–59*)       | Charlie Dog, Colonel Shuffle                                                                            | MM*     | Chuck Jones     | Letztauftritt von Colonel Shuffle. |
| ٴ· Deutschsprachige Veröffentlichung: ohne dt. Titel bei Mein Name ist Hase (Fernsehserie, Folge 75). |                                |                               |                                | |         |                 | |
| 598 | Das Entenquiz                  | The Ducksters                 | 2. Sep. 1950 (1959–60*)        | Schweinchen Dick, Daffy Duck                                                                            | LT, MM* | Chuck Jones     | |
| ٴ· Deutschsprachige Veröffentlichung: als Das Entenquiz bei Bugs Bunnys Video Show 1 (VHS, WB, 1984), 50 Jahre Daffy Duck (VHS, WB, 1988), Warner Cartoons 4: Porky Pig (VHS, WB, 1989, 1990, 1993, 1996), Bugs Bunny und seine Freunde 1 – Bildungslücken (VHS, WB, 1991), Looney Tunes: Daffy Duck und Schweinchen Dick Collection (DVD, WB, 2003), Bugs Bunny und Looney Tunes (Fernsehserie), Boomerangs Starparade (Fernsehserie, 2013). |                                |                               |                                | |         |                 | |
| 599 | Futterneid                     | A Fractured Leghorn           | 16. Sep. 1950 (1957–58*)       | Foghorn Leghorn, The Supreme Cat                                                                        | MM*     | Robert McKimson | |
| ٴ· Deutschsprachige Veröffentlichung: als Futterneid bei Bugs Bunnys Video Show 6 (VHS, WB, 1984), Bugs Bunny und seine Freunde 2 – Leichte Beute (VHS, WB, 1991); ohne dt. Titel bei Mein Name ist Hase (Fernsehserie, Folge 9). |                                |                               |                                | |         |                 | |
| 600 | Bomben, Hasen und Granaten     | Bunker Hill Bunny             | 23. Sep. 1950                  | Bugs Bunny, Yosemite Sam                                                                                | MM      | Friz Freleng    | |
| ٴ· Deutschsprachige Veröffentlichung: als Bomben, Hasen und Granaten bei Looney Tunes: All Stars – Ihre ersten Cartoons Teil 2 (DVD, WB, 2003); ohne dt. Titel bei Mein Name ist Hase (Fernsehserie, Folge 12). |                                |                               |                                | |         |                 | |
| 601 | Verkleidungskünstler           | Canary Row                    | 7. Okt. 1950 (1958–59*)        | Sylvester & Tweety, Granny                                                                              | MM*     | Friz Freleng    | Oscar-Nominierung (1950). |
| ٴ· Deutschsprachige Veröffentlichung: als Verkleidungskünstler bei Die Stars aus Space Jam – Sylvester-Tweety (VHS, WB, 1997), Looney Tunes: All Stars – Ihre ersten Cartoons Teil 2 (DVD, WB, 2003), Bugs Bunny und Looney Tunes (Fernsehserie); ohne dt. Titel bei Mein Name ist Hase (Fernsehserie, Folge 39). |                                |                               |                                | |         |                 | |
| 602 | –                              | Stooge for a Mouse            | 21. Okt. 1950 (1957–58*)       | Sylvester, Hector the Bulldog                                                                           | MM*     | Friz Freleng    | |
| ٴ· Deutschsprachige Veröffentlichung: ohne dt. Titel bei Mein Name ist Hase (Fernsehserie, Folge 19). |                                |                               |                                | |         |                 | |
| 603 | –                              | Pop ’im Pop!                  | 28. Okt. 1950 (1957–58*)       | Sylvester, Hippety Hopper, Sylvester Jr.                                                                | LT, MM* | Robert McKimson | Erstauftritt von Sylvester Jr. |
| ٴ· Deutschsprachige Veröffentlichung: ohne dt. Titel bei Mein Name ist Hase (Fernsehserie, Folge 73). |                                |                               |                                | |         |                 | |
| 604 | –                              | Bushy Hare                    | 18. Nov. 1950                  | Bugs Bunny, Kurzauftritt: Hippety Hopper                                                                | LT      | Robert McKimson | |
| ٴ· Deutschsprachige Veröffentlichung: ohne dt. Titel bei Mein Name ist Hase (Fernsehserie, Folge 55). |                                |                               |                                | |         |                 | |
| 605 | –                              | Caveman Inki                  | 25. Nov. 1950 (1957–58*)       | Inki, Mynah Bird                                                                                        | LT*     | Chuck Jones     | Letztauftritt von Inki und dem Mynah Bird. |
| ٴ· Deutschsprachige Veröffentlichung: ohne dt. Titel bei Mein Name ist Hase (Fernsehserie, Folge 55). |                                |                               |                                | |         |                 | |
| 606 | –                              | Dog Collared                  | 2. Dez. 1950 (1958–59*)        | Schweinchen Dick                                                                                        | MM*     | Robert McKimson | |
| 607 | Der Hase von Sevilla           | Rabbit of Seville             | 16. Dez. 1950 (18. Jan. 1969*) | Bugs Bunny, Elmer Fudd                                                                                  | LT*     | Chuck Jones     | Hugo-Award-Nominierung (1951). |
| ٴ· Deutschsprachige Veröffentlichung: als Der Hase von Sevilla bei Looney Tunes: Bugs Bunny Collection (DVD, WB, 2003), Bugs Bunny und Looney Tunes (Fernsehserie), Looney Tunes Platinum Collection – Volume Eins (Blu-ray, WB, 2011), Boomerangs Starparade (Fernsehserie, 2014); ohne dt. Titel bei Mein Name ist Hase (Fernsehserie, Folge 68).                                                                                           |                                |                               |                                | |         |                 | |
| 608 | –                              | Two’s a Crowd                 | 30. Dez. 1950 (22. Nov. 1958*) | Claude Cat, Frisky Puppy                                                                                | LT, MM* | Chuck Jones     | Erstauftritt von Frisky Puppy. |
| ٴ· Deutschsprachige Veröffentlichung: ohne dt. Titel bei Mein Name ist Hase (Fernsehserie, Folge 12) |                                |                               |                                | |         |                 | |

## 1951
1951 wurden 29 Cartoons veröffentlicht, davon sind 13 Teil der Looney-Tunes-Reihe und 16 Teil der Merrie-Melodies-Reihe.
| Nr. | Deutscher Titel                          | Originaltitel           | Kinopremiere (USA)       | Bekannte Charaktere                                                        | LT/MM   | Regie           | Anmerkungen |
| --- | ---------------------------------------- | ----------------------- | ------------------------ | -------------------------------------------------------------------------- | ------- | --------------- | --- |
| 609 | –                                        | Hare We Go              | 6. Jan. 1951             | Bugs Bunny, Christoph Kolumbus                                             | MM      | Robert McKimson | |
| ٴ· Deutschsprachige Veröffentlichung: ohne dt. Titel bei Mein Name ist Hase (Fernsehserie, Folge 25). |                                          |                         |                          |                                                                            |         |                 | |
| 610 | –                                        | A Fox in a Fix          | 20. Jan. 1951 (1958–59*) | –                                                                          | MM*     | Robert McKimson | |
| ٴ· Deutschsprachige Veröffentlichung: ohne dt. Titel bei Mein Name ist Hase (Fernsehserie, Folge 40). |                                          |                         |                          |                                                                            |         |                 | |
| 611 | Der Dosenkrieg                           | Canned Feud             | 3. Feb. 1951 (1958–59*)  | Sylvester                                                                  | LT, MM* | Friz Freleng    | |
| ٴ· Deutschsprachige Veröffentlichung: als Der Dosenkrieg bei Looney Tunes: All Stars – Ihre ersten Cartoons Teil 2 (DVD, WB, 2003), Bugs Bunny und Looney Tunes (Fernsehserie), Looney Tunes Platinum Collection – Volume Zwei (Blu-ray, WB, 2012), Boomerangs Starparade (Fernsehserie, 2013); ohne dt. Titel bei Mein Name ist Hase (Fernsehserie, Folge 31). |                                          |                         |                          |                                                                            |         |                 | |
| 612 | Hase à la Carte                          | Rabbit Every Monday     | 10. Feb. 1951            | Bugs Bunny, Yosemite Sam                                                   | LT      | Friz Freleng    | Nicht zu verwechseln mit Bunny à la carte aus demselben Jahr (OT: French Rarebit). |
| ٴ· Deutschsprachige Veröffentlichung: als Hase à la Carte bei Warner Cartoons 1: Bugs Bunny (VHS, WB, 1989, 1990, 1993); ohne dt. Titel bei Mein Name ist Hase (Fernsehserie, Folge 19). |                                          |                         |                          |                                                                            |         |                 | |
| 613 | Immer Ärger mit der Miezekatze           | Putty Tat Trouble       | 24. Feb. 1951 (1959–60*) | Sylvester & Tweety, Sam Cat                                                | LT, MM* | Friz Freleng    | Erstauftritt von Sam Cat. |
| ٴ· Deutschsprachige Veröffentlichung: als Immer Ärger mit der Miezekatze bei Warner Cartoons 5: Sylvester & Tweety (VHS, WB, 1989, 1990, 1993, 1996), Bugs Bunny und seine Freunde 6 – Rette sich wer kann (VHS, WB, 1991), Die Stars aus Space Jam – Sylvester-Tweety (VHS, WB, 1997), Looney Tunes: All Stars – Ihre ersten Cartoons Teil 2 (DVD, WB, 2003), Bugs Bunny und Looney Tunes (Fernsehserie), Boomerangs Starparade (Fernsehserie, 2013); ohne dt. Titel bei Mein Name ist Hase (Fernsehserie, Folge 64). |                                          |                         |                          |                                                                            |         |                 | |
| 614 | –                                        | Corn Plastered          | 3. Mär. 1951 (1960–61*)  | –                                                                          | MM*     | Robert McKimson | |
| ٴ· Deutschsprachige Veröffentlichung: ohne dt. Titel bei Die schnellste Maus von Mexiko (Fernsehserie, Folge 2). |                                          |                         |                          |                                                                            |         |                 | |
| 615 | Hau drauf, Hase!                         | Bunny Hugged            | 10. Mär. 1951 (1960–61*) | Bugs Bunny, The Crusher                                                    | MM*     | Chuck Jones     | Letztauftritt von The Crusher bis 1995. |
| ٴ· Deutschsprachige Veröffentlichung: als Hau drauf, Hase! bei Bugs Bunny und Looney Tunes (Fernsehserie), Looney Tunes Platinum Collection – Volume Drei (Blu-ray, WB, 2014); als Bugs Bunny in Hau Drauf Hase bei Looney Tunes: Bugs Bunnys Meisterwerke (DVD, WB, 2004); ohne dt. Titel bei Mein Name ist Hase (Fernsehserie, Folge 17). |                                          |                         |                          |                                                                            |         |                 | |
| 616 | Julia stinkt’s                           | Scent-imental Romeo     | 24. Mär. 1951 (1958–59*) | Pepé le Pew, Penelope Pussycat                                             | MM*     | Chuck Jones     | |
| ٴ· Deutschsprachige Veröffentlichung: als Julia stinkt’s bei Warner Cartoons 3: Pepe das Stinktier (VHS, WB, 1989, 1990, 1993); ohne dt. Titel bei Mein Name ist Hase (Fernsehserie, Folge 28). |                                          |                         |                          |                                                                            |         |                 | |
| 617 | –                                        | A Bone for a Bone       | 7. Apr. 1951 (1959–60*)  | Goofy Gophers                                                              | LT, MM* | Friz Freleng    | Erster Goofy-Gophers-Cartoon von Friz Freleng. |
| ٴ· Deutschsprachige Veröffentlichung: ohne dt. Titel bei Mein Name ist Hase (Fernsehserie, Folge 19). |                                          |                         |                          |                                                                            |         |                 | |
| 618 | Sam + Bunny – Husch, husch ins Körbchen! | The Fair Haired Hare    | 14. Apr. 1951            | Bugs Bunny, Yosemite Sam                                                   | LT      | Friz Freleng    | |
| ٴ· Deutschsprachige Veröffentlichung: als Sam + Bunny – Husch, husch ins Körbchen! (Super 8, UFA, 1977); ohne dt. Titel bei Mein Name ist Hase (Fernsehserie, Folge 29). |                                          |                         |                          |                                                                            |         |                 | |
| 619 | –                                        | A Hound for Trouble     | 28. Apr. 1951 (1961–62*) | Charlie Dog                                                                | MM*     | Chuck Jones     | |
| ٴ· Deutschsprachige Veröffentlichung: ohne dt. Titel bei Die schnellste Maus von Mexiko (Fernsehserie, Folge 9). |                                          |                         |                          |                                                                            |         |                 | |
| 620 | Das Glücksspielvirus                     | Early to Bet            | 12. Mai 1951 (1958–59*)  | The Supreme Cat                                                            | MM*     | Robert McKimson | |
| ٴ· Deutschsprachige Veröffentlichung: als Das Glücksspielvirus bei Looney Tunes: All Stars – Ihre ersten Cartoons Teil 2 (DVD, WB, 2003); ohne dt. Titel bei Mein Name ist Hase (Fernsehserie, Folge 96). |                                          |                         |                          |                                                                            |         |                 | |
| 621 | Die Jagdsaison ist eröffnet              | Rabbit Fire             | 19. Mai 1951 (1960–61*)  | Bugs Bunny, Daffy Duck, Elmer Fudd                                         | LT, MM* | Chuck Jones     | Erster Teil der Jagd-Trilogie. |
| ٴ· Deutschsprachige Veröffentlichung: als Die Jagdsaison ist eröffnet bei Looney Tunes: Daffy Duck und Schweinchen Dick Collection (DVD, WB, 2003), Bugs Bunny und Looney Tunes (Fernsehserie); ohne dt. Titel bei Bugs Bunnys wilde, verwegene Jagd (Film, 1979), Mein Name ist Hase (Fernsehserie, Folge 62). |                                          |                         |                          |                                                                            |         |                 | |
| 622 | Tiere im Hotel                           | Room and Bird           | 2. Juni 1951 (1960–61*)  | Sylvester & Tweety, Granny, Hector the Bulldog                             | MM*     | Friz Freleng    | |
| ٴ· Deutschsprachige Veröffentlichung: als Tiere im Hotel bei Looney Tunes: Best of Tweety & Sylvester Teil 1 (DVD, WB, 2005), Bugs Bunny und Looney Tunes (Fernsehserie); als Haustiere verboten bei Bugs Bunnys Video Show 1 (VHS, WB, 1984); ohne dt. Titel bei Mein Name ist Hase (Fernsehserie, Folgen 75 und 101). |                                          |                         |                          |                                                                            |         |                 | |
| 623 | –                                        | Chow Hound              | 16. Juni 1951 (1959–60*) | Maus ähnlich Bertie                                                        | LT, MM* | Chuck Jones     | |
| ٴ· Deutschsprachige Veröffentlichung: ohne dt. Titel bei Mein Name ist Hase (Fernsehserie, Folge 49). |                                          |                         |                          |                                                                            |         |                 | |
| 624 | Bunny à la carte                         | French Rarebit          | 30. Juni 1951 (1959–64*) | Bugs Bunny                                                                 | MM*     | Robert McKimson | Nicht zu verwechseln mit Hase à la Carte aus demselben Jahr (OT: Rabbit Every Monday). |
| ٴ· Deutschsprachige Veröffentlichung: als Bunny à la carte bei Looney Tunes: Bugs Bunnys Meisterwerke (DVD, WB, 2004), Bugs Bunny und Looney Tunes (Fernsehserie); als Hase à la carte bei Boomerangs Starparade (Fernsehserie, 2013); ohne dt. Titel bei Mein Name ist Hase (Fernsehserie, Folge 7). |                                          |                         |                          |                                                                            |         |                 | |
| 625 | Porky und die grünen Schuhe              | The Wearing of the Grin | 14. Juli 1951 (1960–61*) | Schweinchen Dick                                                           | LT, MM* | Chuck Jones     | |
| ٴ· Deutschsprachige Veröffentlichung: als Porky und die grünen Schuhe bei Looney Tunes: Daffy Duck und Schweinchen Dick Collection (DVD, WB, 2003, gesprochener Titel: Schweinchen Dick und die grünen Schuhe), Bugs Bunny und Looney Tunes (Fernsehserie). |                                          |                         |                          |                                                                            |         |                 | |
| 626 | –                                        | Leghorn Swoggled        | 28. Juli 1951 (1961–62*) | Foghorn Leghorn, Barnyard Dawg, Henery Hawk, Kurzauftritt: The Supreme Cat | MM*     | Robert McKimson | Letztauftritt von The Supreme Cat. |
| ٴ· Deutschsprachige Veröffentlichung: ohne dt. Titel bei Mein Name ist Hase (Fernsehserie, Folge 71). |                                          |                         |                          |                                                                            |         |                 | |
| 627 | –                                        | His Hare Raising Tale   | 11. Aug. 1951 (1960–61*) | Bugs Bunny, Clyde Bunny, Kurzauftritt: Elmer Fudd                          | LT, MM* | Friz Freleng    | Kompilationsfilm, der Ausschnitte aus Baseball Bugs (1946), Bretter, die die Welt bedeuten (OT: Stage Door Cartoon, 1944), Bugs, der Boxer (OT: Rabbit Punch, 1948), Kommt ein Häschen geflogen (OT: Falling Hare, 1943) und Hasen im Weltall (OT: Haredevil Hare, 1948) enthält; Erstauftritt von Clyde Bunny. |
| ٴ· Deutschsprachige Veröffentlichung: ohne dt. Titel bei Mein Name ist Hase (Fernsehserie, Folge 86). |                                          |                         |                          |                                                                            |         |                 | |
| 628 | Schluss mit dem Käse                     | Cheese Chasers          | 25. Aug. 1951 (1959–60*) | Claude Cat, Hubie & Bertie                                                 | MM*     | Chuck Jones     | Letztauftritt von Hubie und Bertie. |
| ٴ· Deutschsprachige Veröffentlichung: als Schluss mit dem Käse bei Looney Tunes: Best of Road Runner Teil 1 (DVD, WB, 2004), Bugs Bunny und Looney Tunes (Fernsehserie); ohne dt. Titel bei Mein Name ist Hase (Fernsehserie, Folge 29). |                                          |                         |                          |                                                                            |         |                 | |
| 629 | –                                        | Lovelorn Leghorn        | 8. Sep. 1951 (1959–60*)  | Foghorn Leghorn, Barnyard Dawg, Miss Prissy                                | LT, MM* | Robert McKimson | |
| ٴ· Deutschsprachige Veröffentlichung: ohne dt. Titel bei Daffy Ducks fantastische Insel (Film, 1983), Mein Name ist Hase (Fernsehserie, Folge 4). |                                          |                         |                          |                                                                            |         |                 | |
| 630 | Tweety Ahoi                              | Tweety’s S.O.S.         | 22. Sep. 1951 (1959–60*) | Sylvester & Tweety, Granny                                                 | MM*     | Friz Freleng    | |
| ٴ· Deutschsprachige Veröffentlichung: als Tweety Ahoi bei Looney Tunes: All Stars – Ihre ersten Cartoons Teil 2 (DVD, WB, 2003), Bugs Bunny und Looney Tunes (Fernsehserie); als Tweety und Sylvester – Die böse Miezekatze (Super 8, UFA, 1977); ohne dt. Titel bei Mein Name ist Hase (Fernsehserie, Folge 35). |                                          |                         |                          |                                                                            |         |                 | |
| 631 | Wer die Wahl hat, hat die Qual           | Ballot Box Bunny        | 6. Okt. 1951 (1960–61*)  | Bugs Bunny, Yosemite Sam                                                   | MM*     | Friz Freleng    | |
| ٴ· Deutschsprachige Veröffentlichung: als Wer die Wahl hat, hat die Qual bei Looney Tunes: Bugs Bunny Collection (DVD, WB, 2003); als Sam + Bunny – ’hattu lange Löffel? (Super 8, UFA, 1977); ohne dt. Titel bei Mein Name ist Hase (Fernsehserie, Folge 98). |                                          |                         |                          |                                                                            |         |                 | |
| 632 | Papa Bär hat’s mächtig schwer            | A Bear for Punishment   | 20. Okt. 1951 (1959–60*) | Die drei Bären                                                             | LT, MM* | Chuck Jones     | Letztauftritt von Die drei Bären. |
| ٴ· Deutschsprachige Veröffentlichung: als Papa Bär hat’s mächtig schwer bei Bugs Bunny und Looney Tunes (Fernsehserie), Boomerangs Starparade (Fernsehserie, 2013); als Papabär hat’s mächtig schwer bei Looney Tunes: Best of Road Runner Teil 1 (DVD, WB, 2004), Looney Tunes Platinum Collection – Volume Drei (Blu-ray, WB, 2014); ohne dt. Titel bei Mein Name ist Hase (Fernsehserie, Folge 68). |                                          |                         |                          |                                                                            |         |                 | |
| 633 | –                                        | Sleepy Time Possum      | 3. Nov. 1951 (1959–60*)  | –                                                                          | MM*     | Robert McKimson | |
| ٴ· Deutschsprachige Veröffentlichung: ohne dt. Titel bei Mein Name ist Hase (Fernsehserie, Folge 93). |                                          |                         |                          |                                                                            |         |                 | |
| 634 | Quakende Colts                           | Drip-Along Daffy        | 17. Nov. 1951 (1959–60*) | Schweinchen Dick, Daffy Duck, Nasty Canasta                                | MM*     | Chuck Jones     | Erstauftritt von Nasty Canasta. |
| ٴ· Deutschsprachige Veröffentlichung: als Quakende Colts bei Looney Tunes: Daffy Duck und Schweinchen Dick Collection (DVD, WB, 2003), Bugs Bunny und Looney Tunes (Fernsehserie), Boomerangs Starparade (Fernsehserie, 2013); als Sheriff Daffy bei Daffy Duck 2 (VHS, WB, 1993). |                                          |                         |                          |                                                                            |         |                 | |
| 635 | Salto Brutale                            | Big Top Bunny           | 12. Dez. 1951 (1962–63*) | Bugs Bunny                                                                 | MM*     | Robert McKimson | |
| ٴ· Deutschsprachige Veröffentlichung: als Salto Brutale bei Bugs & Roadrunner – Ein rasender Hase (VHS, WB, 1997), Looney Tunes: Bugs Bunny Collection (DVD, WB, 2003), Bugs Bunny und Looney Tunes (Fernsehserie), Boomerangs Starparade (Fernsehserie, 2013); ohne dt. Titel bei Mein Name ist Hase (Fernsehserie, Folge 73). |                                          |                         |                          |                                                                            |         |                 | |
| 636 | Vöglein, Vöglein auf dem Baum            | Tweet Tweet Tweety      | 15. Dez. 1951 (1960–61*) | Sylvester & Tweety                                                         | LT, MM* | Friz Freleng    | |
| ٴ· Deutschsprachige Veröffentlichung: als Vöglein, Vöglein auf dem Baum bei Looney Tunes: Best of Tweety & Sylvester Teil 1 (DVD, WB, 2005), Bugs Bunny und Looney Tunes (Fernsehserie); als Silvester – Schrecken im Wald (Super 8, Piccolo); als Silvester, Schrecken im Wald (Super 8, Eumig); ohne dt. Titel bei Mein Name ist Hase (Fernsehserie, Folge 79). |                                          |                         |                          |                                                                            |         |                 | |
| 637 | –                                        | The Prize Pest          | 22. Dez. 1951 (1959–60*) | Schweinchen Dick, Daffy Duck                                               | LT, MM* | Robert McKimson | |
| ٴ· Deutschsprachige Veröffentlichung: ohne dt. Titel bei Daffy Duck’s Quackbusters (Film, 1988). |                                          |                         |                          |                                                                            |         |                 | |

## 1952
1952 wurden 30 Cartoons veröffentlicht, davon sind 15 Teil der Looney-Tunes-Reihe und 15 Teil der Merrie-Melodies-Reihe.
| Nr. | Deutscher Titel                         | Originaltitel           | Kinopremiere (USA)            | Bekannte Charaktere                            | LT/MM   | Regie           | Anmerkungen |
| --- | --------------------------------------- | ----------------------- | ----------------------------- | ---------------------------------------------- | ------- | --------------- | --- |
| 638 | –                                       | Who’s Kitten Who?       | 5. Jan. 1952 (1959–60*)       | Sylvester, Hippety Hopper, Sylvester Jr.       | LT, MM* | Robert McKimson | |
| ٴ· Deutschsprachige Veröffentlichung: ohne dt. Titel bei Mein Name ist Hase (Fernsehserie, Folge 6). |                                         |                         |                               |                                                |         |                 | |
| 639 | –                                       | Operation: Rabbit       | 19. Jan. 1952                 | Bugs Bunny, Wile E. Coyote                     | LT      | Chuck Jones     | Erster gemeinsamer Auftritt von Bugs Bunny und Wile E. Coyote; erster Cartoon in dem Wile E. Coyote spricht und seinen Namen nennt.                      |
| ٴ· Deutschsprachige Veröffentlichung: ohne dt. Titel bei Bugs Bunnys wilde, verwegene Jagd (Film, 1979), Mein Name ist Hase (Fernsehserie, Folge 90). |                                         |                         |                               |                                                |         |                 | |
| 640 | Fresschen für’s Kätzchen                | Feed the Kitty          | 2. Feb. 1952 (1960–61*)       | Marc Antony & Pussyfoot                        | MM*     | Chuck Jones     | Erstauftritt von Marc Antony und Pussyfoot. |
| ٴ· Deutschsprachige Veröffentlichung: als Fresschen für’s Kätzchen bei Bugs Bunny und Looney Tunes (Fernsehserie); als Fresschen fürs Kätzchen bei Looney Tunes: All Stars – Ihre ersten Cartoons Teil 1 (DVD, WB, 2003); ohne dt. Titel bei Mein Name ist Hase (Fernsehserie, Folge 18). |                                         |                         |                               |                                                |         |                 | |
| 641 | Als Geschenk verpackt                   | Gift Wrapped            | 16. Feb. 1952 (1960–61*)      | Sylvester & Tweety, Granny, Hector the Bulldog | LT, MM* | Friz Freleng    | |
| ٴ· Deutschsprachige Veröffentlichung: als Als Geschenk verpackt bei Looney Tunes: Best of Tweety & Sylvester Teil 1 (DVD, WB, 2005), Bugs Bunny und Looney Tunes (Fernsehserie), Looney Tunes Platinum Collection – Volume Zwei (Blu-ray, WB, 2012), Boomerangs Starparade (Fernsehserie, 2013); als Das Geschenk bei Warner Cartoons 5: Sylvester & Tweety (VHS, WB, 1989, 1990, 1993, 1996); ohne dt. Titel bei Mein Name ist Hase (Fernsehserie, Folge 20). |                                         |                         |                               |                                                |         |                 | |
| 642 | Fuchsteufelswild                        | Foxy by Proxy           | 23. Feb. 1952                 | Bugs Bunny, Willoughby the Dog                 | MM      | Friz Freleng    | Gilt als Remake von Von Füchsen und Hunden (OT: Of Fox and Hounds, 1940); Letztauftritt von Willoughby the Dog.                                          |
| ٴ· Deutschsprachige Veröffentlichung: als Fuchsteufelswild bei Bugs & Tweety – Miezekatzenjammer (VHS, WB, 1997); ohne dt. Titel bei Mein Name ist Hase (Fernsehserie, Folge 74). |                                         |                         |                               |                                                |         |                 | |
| 643 | –                                       | Thumb Fun               | 1. Mär. 1952 (1960–61*)       | Daffy Duck, Schweinchen Dick                   | LT, MM* | Robert McKimson | |
| 644 | Ein Hase von 14 Karott                  | 14 Carrot Rabbit        | 15. Mär. 1952 (1959–64*)      | Bugs Bunny, Yosemite Sam                       | LT, MM* | Friz Freleng    | |
| ٴ· Deutschsprachige Veröffentlichung: als Ein Hase von 14 Karott bei Bugs Bunnys Video Show 7 (VHS, WB, 1984), Bugs Bunny und seine Freunde 1 – Bildungslücken (VHS, WB, 1991); als Ein Hase von 14 Karat bei Bugs Bunny 2 (VHS, WB, 1993); als Sam + Bunny die Goldsucher (Super 8, UFA, 1977); ohne dt. Titel bei Mein Name ist Hase (Fernsehserie, Folge 9). |                                         |                         |                               |                                                |         |                 | |
| 645 | Pepe das Stinktier in der Fremdenlegion | Little Beau Pepé        | 29. Mär. 1952 (1960–61*)      | Pepé le Pew, Penelope Pussycat                 | MM*     | Chuck Jones     | |
| ٴ· Deutschsprachige Veröffentlichung: als Pepe das Stinktier in der Fremdenlegion (Super 8, UFA, 1977); ohne dt. Titel bei Mein Name ist Hase (Fernsehserie, Folge 27). |                                         |                         |                               |                                                |         |                 | |
| 646 | –                                       | Kiddin’ the Kitten      | 5. Apr. 1952 (1960–61*)       | Dodsworth, The Kitten                          | MM*     | Robert McKimson | Erstauftritt von Dodsworth und The Kitten. |
| ٴ· Deutschsprachige Veröffentlichung: ohne dt. Titel bei Mein Name ist Hase (Fernsehserie, Folge 61). |                                         |                         |                               |                                                |         |                 | |
| 647 | Vom Regen in die Traufe                 | Water, Water Every Hare | 19. Apr. 1952                 | Bugs Bunny, Gossamer, Dr. Moron                | LT      | Chuck Jones     | |
| ٴ· Deutschsprachige Veröffentlichung: als Vom Regen in die Traufe bei Looney Tunes: Bugs Bunny Collection (DVD, WB, 2003), Bugs Bunny und Looney Tunes (Fernsehserie), Boomerangs Starparade (Fernsehserie, 2013); ohne dt. Titel bei Mein Name ist Hase (Fernsehserie, Folge 70), Daffy Duck’s Quackbusters (Film, 1988). |                                         |                         |                               |                                                |         |                 | |
| 648 | –                                       | Little Red Rodent Hood  | 3. Mai 1952                   | Sylvester, Hector the Bulldog, Rotkäppchen     | MM      | Friz Freleng    | |
| ٴ· Deutschsprachige Veröffentlichung: ohne dt. Titel bei Mein Name ist Hase (Fernsehserie, Folge 44). |                                         |                         |                               |                                                |         |                 | |
| 649 | –                                       | Sock a Doodle Do        | 10. Mai 1952 (1961–62*)       | Foghorn Leghorn, Barnyard Dawg                 | LT, MM* | Robert McKimson | |
| ٴ· Deutschsprachige Veröffentlichung: ohne dt. Titel bei Mein Name ist Hase (Fernsehserie, Folge 6). |                                         |                         |                               |                                                |         |                 | |
| 650 | Road Runners Beep-Show                  | Beep, Beep              | 24. Mai 1952 (1960–61*)       | Road Runner & Wile E. Coyote                   | MM*     | Chuck Jones     | Satellite-Award-Nominierung (2005). |
| ٴ· Deutschsprachige Veröffentlichung: als Road Runners Beep-Show bei Looney Tunes: Best of Road Runner Teil 1 (DVD, WB, 2004), Bugs Bunny und Looney Tunes (Fernsehserie), Looney Tunes Platinum Collection – Volume Eins (Blu-ray, WB, 2011), Boomerangs Starparade (Fernsehserie, 2013); als Beep, beep bei Warner Cartoons 2: Roadrunner & Willi Kojote (VHS, WB, 1989, 1990, 1993); ohne dt. Titel bei Die schnellste Maus von Mexiko (Fernsehserie, Folge 21). |                                         |                         |                               |                                                |         |                 | |
| 651 | Marvin der Marsmensch                   | The Hasty Hare          | 7. Juni 1952                  | Bugs Bunny, Marvin der Marsmensch, K-9         | LT      | Chuck Jones     | Letztauftritt von K-9 bis 1996. |
| ٴ· Deutschsprachige Veröffentlichung: als Marvin der Marsmensch bei Die Stars aus Space Jam – Weltraum-Helden (VHS, WB, 1997); ohne dt. Titel bei Mein Name ist Hase (Fernsehserie, Folge 50). |                                         |                         |                               |                                                |         |                 | |
| 652 | Schlafende Hunde soll man nicht wecken  | Ain’t She Tweet         | 21. Juni 1952 (1961–62*)      | Sylvester & Tweety, Granny                     | LT, MM* | Friz Freleng    | Nicht zu verwechseln mit Auf den Hund gekommen aus dem Jahr 1954 (OT: Dog Pounded) oder Böse, olle Miezekatze aus dem Jahr 1949 (OT: Bad Ol’ Putty Tat). |
| ٴ· Deutschsprachige Veröffentlichung: als Schlafende Hunde soll man nicht wecken bei Looney Tunes: Best of Tweety & Sylvester Teil 1 (DVD, WB, 2005), Bugs Bunny und Looney Tunes (Fernsehserie), Boomerangs Starparade (Fernsehserie, 2013); als Auf den Hund gekommen bei Bugs Bunnys Video Show 3 (VHS, WB, 1984); als Böse, alte Miezekatze bei Warner Cartoons 5: Sylvester & Tweety (VHS, WB, 1989, 1990, 1993, 1996), Bugs Bunny und seine Freunde 5 – Von Freunden und Feinden (VHS, WB, 1991); ohne dt. Titel bei Mein Name ist Hase (Fernsehserie, Folge 61). |                                         |                         |                               |                                                |         |                 | |
| 653 | –                                       | The Turn-Tale Wolf      | 28. Juni 1952                 | Böser Wolf, Die drei kleinen Schweinchen       | MM      | Robert McKimson | |
| ٴ· Deutschsprachige Veröffentlichung: ohne dt. Titel bei Mein Name ist Hase (Fernsehserie, Folge 53). |                                         |                         |                               |                                                |         |                 | |
| 654 | –                                       | Cracked Quack           | 5. Juli 1952 (1960–61*)       | Daffy Duck, Schweinchen Dick                   | MM*     | Friz Freleng    | Letzter Schweinchen-Dick-Cartoon von Friz Freleng bis 1979.                                                                                              |
| ٴ· Deutschsprachige Veröffentlichung: ohne dt. Titel bei Bugs Bunny – Märchen aus 1001 Nacht (Film, 1982). |                                         |                         |                               |                                                |         |                 | |
| 655 | –                                       | Oily Hare               | 26. Juli 1952                 | Bugs Bunny                                     | MM      | Robert McKimson | |
| ٴ· Deutschsprachige Veröffentlichung: ohne dt. Titel bei Mein Name ist Hase (Fernsehserie, Folge 31). |                                         |                         |                               |                                                |         |                 | |
| 656 | –                                       | Hoppy-Go-Lucky          | 9. Aug. 1952 (16. Mär. 1968*) | Sylvester, Hippety Hopper, Benny               | LT*     | Robert McKimson | Erstauftritt von Benny. |
| ٴ· Deutschsprachige Veröffentlichung: ohne dt. Titel bei Mein Name ist Hase (Fernsehserie, Folge 34). |                                         |                         |                               |                                                |         |                 | |
| 657 | Kein Mittagessen für Kojote             | Going! Going! Gosh!     | 23. Aug. 1952                 | Road Runner & Wile E. Coyote                   | MM      | Chuck Jones     | |
| ٴ· Deutschsprachige Veröffentlichung: als Kein Mittagessen für Kojote bei Looney Tunes: Best of Road Runner Teil 1 (DVD, WB, 2004), Bugs Bunny und Looney Tunes (Fernsehserie), Looney Tunes Platinum Collection – Volume Zwei (Blu-ray, WB, 2012), Boomerangs Starparade (Fernsehserie, 2013); ohne dt. Titel bei Die schnellste Maus von Mexiko (Fernsehserie, Folge 11). |                                         |                         |                               |                                                |         |                 | |
| 658 | Piep, Piep, Piep, guten Appetit         | A Bird in a Guilty Cage | 30. Aug. 1952 (1961–62*)      | Sylvester & Tweety                             | LT, MM* | Friz Freleng    | |
| ٴ· Deutschsprachige Veröffentlichung: als Piep, Piep, Piep, guten Appetit bei Looney Tunes: Best of Tweety & Sylvester Teil 1 (DVD, WB, 2005), Bugs Bunny und Looney Tunes (Fernsehserie); als Im Sonderangebot bei Bugs Bunnys Video Show 9 (VHS, WB, 1984); ohne dt. Titel bei Mein Name ist Hase (Fernsehserie, Folge 3). |                                         |                         |                               |                                                |         |                 | |
| 659 | –                                       | Mouse-Warming           | 8. Sep. 1952                  | Claude Cat                                     | LT      | Chuck Jones     | |
| ٴ· Deutschsprachige Veröffentlichung: ohne dt. Titel bei Mein Name ist Hase (Fernsehserie, Folge 43). |                                         |                         |                               |                                                |         |                 | |
| 660 | Waidmanns Heil                          | Rabbit Seasoning        | 20. Sep. 1952                 | Bugs Bunny, Daffy Duck, Elmer Fudd             | MM      | Chuck Jones     | Zweiter Teil der Jagd-Trilogie; nicht zu verwechseln mit Waldmannsheil aus dem Jahr 1967 (OT: Quacker Tracker).                                          |
| ٴ· Deutschsprachige Veröffentlichung: als Waidmanns Heil bei Looney Tunes: Bugs Bunny Collection (DVD, WB, 2003), Bugs Bunny und Looney Tunes (Fernsehserie), Boomerangs Starparade (Fernsehserie, 2013); ohne dt. Titel bei Mein Name ist Hase (Fernsehserie, Folge 92). |                                         |                         |                               |                                                |         |                 | |
| 661 | Rührhahn                                | The EGGcited Rooster    | 4. Okt. 1952                  | Foghorn Leghorn, Barnyard Dawg, Henery Hawk    | MM      | Robert McKimson | dt. Alternativtitel: Rauhbein Foghorn |
| ٴ· Deutschsprachige Veröffentlichung: als Rührhahn bei Warner Cartoons 6: Foghorn Leghorn (VHS, WB, 1989, 1990, 1993, 1996); als Eiertanz bei Bugs Bunnys Video Show 12 (VHS, WB, 1984), Bugs Bunny und seine Freunde 5 – Von Freunden und Feinden (VHS, WB, 1991); ohne dt. Titel bei Mein Name ist Hase (Fernsehserie, Folge 93). |                                         |                         |                               |                                                |         |                 | |
| 662 | –                                       | Tree for Two            | 18. Okt. 1952                 | Sylvester, Spike & Chester                     | MM      | Friz Freleng    | Erstauftritt von Spike und Chester. |
| ٴ· Deutschsprachige Veröffentlichung: ohne dt. Titel bei Daffy Ducks fantastische Insel (Film, 1983), Mein Name ist Hase (Fernsehserie, Folge 32). |                                         |                         |                               |                                                |         |                 | |
| 663 | –                                       | The Super Snooper       | 1. Nov. 1952                  | Daffy Duck                                     | LT      | Robert McKimson | |
| ٴ· Deutschsprachige Veröffentlichung: ohne dt. Titel bei Mein Name ist Hase (Fernsehserie, Folge 48). |                                         |                         |                               |                                                |         |                 | |
| 664 | Liebe Verwandte                         | Rabbit’s Kin            | 15. Nov. 1952                 | Bugs Bunny, Pete Puma                          | MM      | Robert McKimson | Einziger Auftritt von Pete Puma bis 1995. |
| ٴ· Deutschsprachige Veröffentlichung: als Liebe Verwandte bei Bugs & Speedy – Appetit ohne Grenzen (VHS, WB, 1997), Looney Tunes: Bugs Bunny Collection (DVD, WB, 2003), Bugs Bunny und Looney Tunes (Fernsehserie); ohne dt. Titel bei Mein Name ist Hase (Fernsehserie, Folge 23). |                                         |                         |                               |                                                |         |                 | |
| 665 | –                                       | Terrier-Stricken        | 29. Nov. 1952                 | Claude Cat, Frisky Puppy                       | MM      | Chuck Jones     | |
| ٴ· Deutschsprachige Veröffentlichung: ohne dt. Titel bei Mein Name ist Hase (Fernsehserie, Folge 68). |                                         |                         |                               |                                                |         |                 | |
| 666 | Gut versichert                          | Fool Coverage           | 13. Dez. 1952 (1961–62*)      | Daffy Duck, Schweinchen Dick                   | LT, MM* | Robert McKimson | |
| ٴ· Deutschsprachige Veröffentlichung: als Gut versichert bei Die Stars aus Space Jam – Daffy Duck (VHS, WB, 1997). |                                         |                         |                               |                                                |         |                 | |
| 667 | Bugs Bunny der Bruchpilot               | Hare Lift               | 20. Dez. 1952                 | Bugs Bunny, Yosemite Sam                       | LT      | Friz Freleng    | |
| ٴ· Deutschsprachige Veröffentlichung: als Bugs Bunny der Bruchpilot (Super 8, Revue); ohne dt. Titel bei Mein Name ist Hase (Fernsehserie, Folge 25). |                                         |                         |                               |                                                |         |                 | |

## 1953
1953 wurden 31 Cartoons veröffentlicht, davon sind 17 Teil der Looney-Tunes-Reihe und 14 Teil der Merrie-Melodies-Reihe. In diesem Jahr hatten Ralph Wolf und Sam Sheepdog in Chuck Jones’ Cartoon Schäfchenzählen ihren Erstauftritt. Auch war in Robert McKimsons Mexikanische Küche erstmals ein Prototyp der Figur Speedy Gonzales zu sehen. Des Weiteren wurde mit Jones’ Holzfäller-Hase erstmals ein Cartoon in 3D produziert, was eine Unität in der klassischen Looney-Tunes- und Merrie-Melodies-Cartoon-Ära (1929–1969) bleiben sollte.
| Nr. | Deutscher Titel             | Originaltitel                     | Kinopremiere (USA)             | Bekannte Charaktere                                 | LT/MM   | Regie           | Anmerkungen |
| --- | --------------------------- | --------------------------------- | ------------------------------ | --------------------------------------------------- | ------- | --------------- | --- |
| 668 | Schäfchenzählen             | Don’t Give Up the Sheep           | 3. Jan. 1953 (22. Mär. 1969*)  | Ralph Wolf & Sam Sheepdog                           | LT*     | Chuck Jones     | Erstauftritt von Ralph Wolf und Sam Sheepdog.                                                                                     |
| ٴ· Deutschsprachige Veröffentlichung: als Schäfchenzählen bei Bugs Bunny und Looney Tunes (Fernsehserie); als Schafe hüten bei Bugs Bunnys Video Show 6 (VHS, WB, 1984); als Schäfchen zählen bei Looney Tunes: All Stars – Ihre ersten Cartoons Teil 1 (DVD, WB, 2003); ohne dt. Titel bei Mein Name ist Hase (Fernsehserie, Folge 2). |                             |                                   |                                |                                                     |         |                 | |
| 669 | Schneegestöber              | Snow Business                     | 17. Jan. 1953                  | Sylvester & Tweety, Granny                          | LT      | Friz Freleng    | |
| ٴ· Deutschsprachige Veröffentlichung: als Schneegestöber bei Die Stars aus Space Jam – Sylvester-Tweety (VHS, WB, 1997), Looney Tunes: Best of Tweety & Sylvester Teil 1 (DVD, WB, 2005), Bugs Bunny und Looney Tunes (Fernsehserie); ohne dt. Titel bei Mein Name ist Hase (Fernsehserie, Folgen 85 und 102). |                             |                                   |                                |                                                     |         |                 | |
| 670 | –                           | A Mouse Divided                   | 31. Jan. 1953                  | Sylvester, Betrunkener Storch                       | MM      | Friz Freleng    | |
| ٴ· Deutschsprachige Veröffentlichung: ohne dt. Titel bei Daffy Ducks fantastische Insel (Film, 1983), Mein Name ist Hase (Fernsehserie, Folge 14). |                             |                                   |                                |                                                     |         |                 | |
| 671 | Schütze Bugs                | Forward March Hare                | 14. Feb. 1953 (24. Mai 1969*)  | Bugs Bunny                                          | LT*     | Chuck Jones     | |
| ٴ· Deutschsprachige Veröffentlichung: als Schütze Bugs bei Bugs Bunnys Video Show 4 (VHS, WB, 1984), Die Stars aus Space Jam – Bugs Bunny (VHS, WB, 1997); als Schütze Bunny bei Bugs Bunny 2 (VHS, WB, 1993); ohne dt. Titel bei Mein Name ist Hase (Fernsehserie, Folge 49). |                             |                                   |                                |                                                     |         |                 | |
| 672 | –                           | Kiss Me Cat                       | 21. Feb. 1953                  | Marc Antony & Pussyfoot                             | LT      | Chuck Jones     | |
| ٴ· Deutschsprachige Veröffentlichung: ohne dt. Titel bei Mein Name ist Hase (Fernsehserie, Folge 30). |                             |                                   |                                |                                                     |         |                 | |
| 673 | Entnervte Ente              | Duck Amuck                        | 28. Feb. 1953                  | Daffy Duck, Kurzauftritt: Bugs Bunny                | MM      | Chuck Jones     | Eintrag in der National Film Registry (1999).                                                                                     |
| ٴ· Deutschsprachige Veröffentlichung: als Entnervte Ente bei Looney Tunes: Daffy Duck und Schweinchen Dick Collection (DVD, WB, 2003), Bugs Bunny und Looney Tunes (Fernsehserie), Looney Tunes Platinum Collection – Volume Eins (Blu-ray, WB, 2011), Boomerangs Starparade (Fernsehserie, 2013); als Zeichenstreiche bei Daffy Duck 2 (VHS, WB, 1993); ohne dt. Titel bei Bugs Bunnys wilde, verwegene Jagd (Film, 1979), Mein Name ist Hase (Fernsehserie, Folge 25). |                             |                                   |                                |                                                     |         |                 | |
| 674 | Viele Wege führen nach Rom  | Upswept Hare                      | 14. Mär. 1953 (1962–63*)       | Bugs Bunny, Elmer Fudd                              | MM*     | Robert McKimson | |
| ٴ· Deutschsprachige Veröffentlichung: als Viele Wege führen nach Rom bei Warner Cartoons 8: Elmer Fudd (VHS, WB, 1989, 1990, 1993); ohne dt. Titel bei Mein Name ist Hase (Fernsehserie, Folge 18). |                             |                                   |                                |                                                     |         |                 | |
| 675 | –                           | A Peck o’ Trouble                 | 28. Mär. 1953 (1961–62*)       | Dodsworth, The Kitten, The Woodpecker               | LT, MM* | Robert McKimson | Letztauftritt von Dodsworth, The Kitten und The Woodpecker.                                                                       |
| ٴ· Deutschsprachige Veröffentlichung: ohne dt. Titel bei Mein Name ist Hase (Fernsehserie, Folge 69). |                             |                                   |                                |                                                     |         |                 | |
| 676 | –                           | Fowl Weather                      | 4. Apr. 1953 (1959–64*)        | Sylvester & Tweety, Granny, Hector the Bulldog      | MM*     | Friz Freleng    | |
| ٴ· Deutschsprachige Veröffentlichung: ohne dt. Titel bei Mein Name ist Hase (Fernsehserie, Folge 72). |                             |                                   |                                |                                                     |         |                 | |
| 677 | Muskelprotz                 | Muscle Tussle                     | 18. Apr. 1953 (1959–64*)       | Daffy Duck, Melissa Duck                            | MM*     | Robert McKimson | Letztauftritt von Melissa Duck bis 1987.                                                                                          |
| ٴ· Deutschsprachige Veröffentlichung: als Muskelprotz bei Warner Cartoons 9: Daffy Duck (VHS, WB, 1989, 1990, 1993, 1996), Bugs Bunny und seine Freunde 3 – Verwechslungsspiele (VHS, WB, 1991); ohne dt. Titel bei Mein Name ist Hase (Fernsehserie, Folge 22). |                             |                                   |                                |                                                     |         |                 | |
| 678 | Bugs Bunny – ’hattu Möhren? | Southern Fried Rabbit             | 2. Mai 1953 (12. Juli 1969*)   | Bugs Bunny, Yosemite Sam                            | LT*     | Friz Freleng    | |
| ٴ· Deutschsprachige Veröffentlichung: als Bugs Bunny – ’hattu Möhren? (Super 8, UFA, 1977); ohne dt. Titel bei Mein Name ist Hase (Fernsehserie, Folge 54). |                             |                                   |                                |                                                     |         |                 | |
| 679 | Der Ameisenkrieg            | Ant Pasted                        | 9. Mai 1953                    | Elmer Fudd                                          | LT      | Friz Freleng    | |
| ٴ· Deutschsprachige Veröffentlichung: als Der Ameisenkrieg bei Bugs Bunnys Video Show 4 (VHS, WB, 1984); als Elmer und die Ameisen-Armee (Super 8, UFA, 1977); ohne dt. Titel bei Mein Name ist Hase (Fernsehserie, Folge 90). |                             |                                   |                                |                                                     |         |                 | |
| 680 | –                           | Much Ado About Nutting            | 23. Mai 1953                   | –                                                   | MM      | Chuck Jones     | |
| ٴ· Deutschsprachige Veröffentlichung: ohne dt. Titel bei Mein Name ist Hase (Fernsehserie, Folge 92). |                             |                                   |                                |                                                     |         |                 | |
| 681 | –                           | There Auto Be a Law               | 6. Juni 1953                   | –                                                   | LT      | Robert McKimson | |
| ٴ· Deutschsprachige Veröffentlichung: ohne dt. Titel bei Mein Name ist Hase (Fernsehserie, Folge 28). |                             |                                   |                                |                                                     |         |                 | |
| 682 | –                           | Hare Trimmed                      | 20. Juni 1953                  | Bugs Bunny, Yosemite Sam, Granny                    | MM      | Friz Freleng    | |
| ٴ· Deutschsprachige Veröffentlichung: ohne dt. Titel bei Der total verrückte Bugs Bunny Film (Film, 1981), Mein Name ist Hase (Fernsehserie, Folge 34). |                             |                                   |                                |                                                     |         |                 | |
| 683 | –                           | Tom Tom Tomcat                    | 27. Juni 1953 (1961–62*)       | Sylvester & Tweety, Granny                          | MM*     | Friz Freleng    | |
| ٴ· Deutschsprachige Veröffentlichung: ohne dt. Titel bei Mein Name ist Hase (Fernsehserie, Folge 69). |                             |                                   |                                |                                                     |         |                 | |
| 684 | Liebliche Maskerade         | Wild Over You                     | 11. Juli 1953                  | Pepé le Pew                                         | LT      | Chuck Jones     | |
| ٴ· Deutschsprachige Veröffentlichung: als Liebliche Maskerade bei Bugs Bunnys Video Show 12 (VHS, WB, 1984), Warner Cartoons 3: Pepe das Stinktier (VHS, WB, 1989, 1990, 1993), Bugs Bunny und seine Freunde 3 – Verwechslungsspiele (VHS, WB, 1991); ohne dt. Titel bei Mein Name ist Hase (Fernsehserie, Folge 51). |                             |                                   |                                |                                                     |         |                 | |
| 685 | Astro-Daffy                 | Duck Dodgers in the 24½th Century | 25. Juli 1953                  | Daffy Duck, Schweinchen Dick, Marvin der Marsmensch | MM      | Chuck Jones     | Hugo-Award-Nominierung (1954); einziger gemeinsamer Auftritt von Daffy Duck, Schweinchen Dick und Marvin der Marsmensch bis 1980. |
| ٴ· Deutschsprachige Veröffentlichung: als Astro-Daffy bei Looney Tunes: Daffy Duck und Schweinchen Dick Collection (DVD, WB, 2003), Bugs Bunny und Looney Tunes (Fernsehserie), Boomerangs Starparade (Fernsehserie, 2013); als Astro-Duffy bei Die Stars aus Space Jam – Weltraum-Helden (VHS, WB, 1997); ohne dt. Titel bei Bugs Bunnys wilde, verwegene Jagd (Film, 1979). |                             |                                   |                                |                                                     |         |                 | |
| 686 | Olé, Torero!                | Bully for Bugs                    | 8. Aug. 1953                   | Bugs Bunny                                          | LT      | Chuck Jones     | |
| ٴ· Deutschsprachige Veröffentlichung: als Olé, Torero! bei Looney Tunes: Bugs Bunny Collection (DVD, WB, 2003), Bugs Bunny und Looney Tunes (Fernsehserie), Boomerangs Starparade (Fernsehserie, 2013), Looney Tunes Platinum Collection – Volume Drei (Blu-ray, WB, 2014); als Bugs Bunny – ’bittu Torro? (Super 8, UFA, 1977); als Bugs bunny der Stierkämpfer (Super 8, Piccolo, Revue); als Bugs Bunny als Torero (Dux-Kino, Markes & Co); ohne dt. Titel bei Bugs Bunnys wilde, verwegene Jagd (Film, 1979), Mein Name ist Hase (Fernsehserie, Folge 13).                                                     |                             |                                   |                                |                                                     |         |                 | |
| 687 | Wieselgewusel               | Plop Goes the Weasel              | 22. Aug. 1953                  | Foghorn Leghorn, Barnyard Dawg, The Weasel          | LT      | Robert McKimson | Erstauftritt von The Weasel. |
| ٴ· Deutschsprachige Veröffentlichung: als Wieselgewusel bei Warner Cartoons 6: Foghorn Leghorn (VHS, WB, 1989, 1990, 1993, 1996); ohne dt. Titel bei Mein Name ist Hase (Fernsehserie, Folge 32). |                             |                                   |                                |                                                     |         |                 | |
| 688 | Mexikanische Küche          | Cat-Tails for Two                 | 29. Aug. 1953 (1962–63*)       | Proto-Speedy-Gonzales, Benny                        | MM*     | Robert McKimson | Letztauftritt von Benny. |
| ٴ· Deutschsprachige Veröffentlichung: als Mexikanische Küche bei Bugs Bunnys Video Show 9 (VHS, WB, 1984), Warner Cartoons 7: Speedy Gonzales (VHS, WB, 1989, 1990, 1993); als Zwei gegen Speedy Gonzales (Super 8, Revue); als Zwei gegen Speedy (Dux-Kino, Markes & Co); ohne dt. Titel bei Die schnellste Maus von Mexiko (Fernsehserie, Folge 9). |                             |                                   |                                |                                                     |         |                 | |
| 689 | Der Strick-Trick            | A Street Cat Named Sylvester      | 5. Sep. 1953                   | Sylvester & Tweety, Granny, Hector the Bulldog      | LT      | Friz Freleng    | |
| ٴ· Deutschsprachige Veröffentlichung: als Der Strick-Trick bei Warner Cartoons 5: Sylvester & Tweety (VHS, WB, 1989, 1990, 1993); ohne dt. Titel bei Mein Name ist Hase (Fernsehserie, Folge 94). |                             |                                   |                                |                                                     |         |                 | |
| 690 | Vogelfang nach Kojotenart   | Zipping Along                     | 19. Sep. 1953                  | Road Runner & Wile E. Coyote                        | MM      | Chuck Jones     | |
| ٴ· Deutschsprachige Veröffentlichung: als Vogelfang nach Kojotenart bei Bugs Bunny und Looney Tunes (Fernsehserie), Looney Tunes Platinum Collection – Volume Zwei (Blu-ray, WB, 2012), Boomerangs Starparade (Fernsehserie, 2013); als Vogelfang nach Kojoten-Art bei Looney Tunes: Best of Road Runner Teil 1 (DVD, WB, 2004); als Jagdfieber bei Bugs Bunnys Video Show 1 (VHS, WB, 1984), Warner Cartoons 2: Roadrunner & Willi Kojote (VHS, WB, 1989, 1990, 1993), Bugs Bunny und seine Freunde 2 – Leichte Beute (VHS, WB, 1991); ohne dt. Titel bei Die schnellste Maus von Mexiko (Fernsehserie, Folge 6). |                             |                                   |                                |                                                     |         |                 | |
| 691 | Holzfäller-Hase             | Lumber Jack-Rabbit                | 25. Sep. 1953                  | Bugs Bunny, Hund ähnlich Charlie Dog                | LT      | Chuck Jones     | Erster und einziger 3D-Animationsfilm bis 1996.                                                                                   |
| ٴ· Deutschsprachige Veröffentlichung: als Holzfäller-Hase bei Warner Cartoons 1: Bugs Bunny (VHS, WB, 1989, 1990, 1993), Bugs Bunny und seine Freunde 3 – Verwechslungsspiele (VHS, WB, 1991); ohne dt. Titel bei Mein Name ist Hase (Fernsehserie, Folge 93). |                             |                                   |                                |                                                     |         |                 | |
| 692 | Duck dich, Duck!            | Duck! Rabbit, Duck!               | 3. Okt. 1953                   | Bugs Bunny, Daffy Duck, Elmer Fudd                  | MM      | Chuck Jones     | Dritter Teil der Jagd-Trilogie; nicht zu verwechseln mit Daffy Duck dich! aus dem Jahr 1959 (OT: People Are Bunny).               |
| ٴ· Deutschsprachige Veröffentlichung: als Duck dich, Duck! bei Bugs Bunny und Looney Tunes (Fernsehserie), Boomerangs Starparade (Fernsehserie, 2013); ohne dt. Titel bei Mein Name ist Hase (Fernsehserie, Folge 47). |                             |                                   |                                |                                                     |         |                 | |
| 693 | –                           | Easy Peckin’s                     | 17. Okt. 1953 (1962–63*)       | –                                                   | LT, MM* | Robert McKimson | |
| ٴ· Deutschsprachige Veröffentlichung: ohne dt. Titel bei Mein Name ist Hase (Fernsehserie, Folge 92). |                             |                                   |                                |                                                     |         |                 | |
| 694 | Katerstimmung               | Catty Cornered                    | 31. Okt. 1953                  | Sylvester & Tweety, Rocky                           | MM      | Friz Freleng    | |
| ٴ· Deutschsprachige Veröffentlichung: als Katerstimmung bei Bugs & Tweety – Miezekatzenjammer (VHS, WB, 1997); ohne dt. Titel bei Der total verrückte Bugs Bunny Film (Film, 1981), Mein Name ist Hase (Fernsehserie, Folgen 81 und 99). |                             |                                   |                                |                                                     |         |                 | |
| 695 | –                           | Of Rice and Hen                   | 14. Nov. 1953 (15. Feb. 1969*) | Foghorn Leghorn, Barnyard Dawg, Miss Prissy         | LT*     | Robert McKimson | |
| ٴ· Deutschsprachige Veröffentlichung: ohne dt. Titel bei Daffy Ducks fantastische Insel (Film, 1983), Mein Name ist Hase (Fernsehserie, Folge 42). |                             |                                   |                                |                                                     |         |                 | |
| 696 | –                           | Cats A-Weigh!                     | 28. Nov. 1953                  | Sylvester, Hippety Hopper, Sylvester Jr.            | MM      | Robert McKimson | |
| ٴ· Deutschsprachige Veröffentlichung: ohne dt. Titel bei Mein Name ist Hase (Fernsehserie, Folge 46). |                             |                                   |                                |                                                     |         |                 | |
| 697 | Treibjagd                   | Robot Rabbit                      | 12. Dez. 1953                  | Bugs Bunny, Elmer Fudd                              | LT      | Friz Freleng    | |
| ٴ· Deutschsprachige Veröffentlichung: als Treibjagd bei Warner Cartoons 8: Elmer Fudd (VHS, WB, 1989, 1990, 1993); als Häschen Langohr und der Roboter (Dux-Kino, Markes & Co); ohne dt. Titel bei Mein Name ist Hase (Fernsehserie, Folge 30). |                             |                                   |                                |                                                     |         |                 | |
| 698 | –                           | Punch Trunk                       | 19. Dez. 1953                  | –                                                   | LT      | Chuck Jones     | |
| ٴ· Deutschsprachige Veröffentlichung: ohne dt. Titel bei Mein Name ist Hase (Fernsehserie, Folge 30), Daffy Duck’s Quackbusters (Film, 1988). |                             |                                   |                                |                                                     |         |                 | |

## 1954
1954 wurden 29 Cartoons veröffentlicht, davon sind 15 Teil der Looney-Tunes-Reihe und 14 Teil der Merrie-Melodies-Reihe. In diesem Jahr hatte der Tasmanische Teufel Taz in Robert McKimsons Taz und Bugs seinen Erstauftritt. Zudem erwähnenswert ist Chuck Jones’ From A to Z-Z-Z-Z, der eine Oscar-Nominierung bekam.
| Nr. | Deutscher Titel              | Originaltitel           | Kinopremiere (USA)                 | Bekannte Charaktere                                                 | LT/MM   | Regie           | Anmerkungen                                                                             |
| --- | ---------------------------- | ----------------------- | ---------------------------------- | ------------------------------------------------------------------- | ------- | --------------- | --------------------------------------------------------------------------------------- |
| 699 | Auf den Hund gekommen        | Dog Pounded             | 2. Jan. 1954 (1962–63*)            | Sylvester & Tweety, Hector the Bulldog, Kurzauftritt: Pepé le Pew   | LT, MM* | Friz Freleng    | Nicht zu verwechseln mit Auf den Hund gekommen aus dem Jahr 1952 (OT: Ain’t She Tweet). |
| ٴ· Deutschsprachige Veröffentlichung: als Auf den Hund gekommen bei Bugs & Tweety – Miezekatzenjammer (VHS, WB, 1997), Bugs Bunny und Looney Tunes (Fernsehserie); ohne dt. Titel bei Mein Name ist Hase (Fernsehserie, Folge 37). |                              |                         |                                    |                                                                     |         |                 |                                                                                         |
| 700 | Pirat unter Beschuss         | Captain Hareblower      | 16. Jan. 1954                      | Bugs Bunny, Yosemite Sam                                            | MM      | Friz Freleng    |                                                                                         |
| ٴ· Deutschsprachige Veröffentlichung: als Pirat unter Beschuss bei Bugs Bunnys Video Show 10 (VHS, WB, 1984), Bugs Bunny und seine Freunde 2 – Leichte Beute (VHS, WB, 1991); als Bugs Bunny und der Seeräuber (Super 8, Piccolo, Revue); ohne dt. Titel bei Daffy Ducks fantastische Insel (Film, 1983), Mein Name ist Hase (Fernsehserie, Folge 15). |                              |                         |                                    |                                                                     |         |                 |                                                                                         |
| 701 | –                            | I Gopher You            | 30. Jan. 1954                      | Goofy Gophers                                                       | MM      | Friz Freleng    |                                                                                         |
| ٴ· Deutschsprachige Veröffentlichung: ohne dt. Titel bei Mein Name ist Hase (Fernsehserie, Folge 34). |                              |                         |                                    |                                                                     |         |                 |                                                                                         |
| 702 | Katzenkomplott               | Feline Frame-Up         | 13. Feb. 1954                      | Claude Cat, Marc Antony & Pussyfoot                                 | LT      | Chuck Jones     |                                                                                         |
| ٴ· Deutschsprachige Veröffentlichung: als Katzenkomplott bei Bugs Bunnys Video Show 7 (VHS, WB, 1984); ohne dt. Titel bei Mein Name ist Hase (Fernsehserie, Folge 40). |                              |                         |                                    |                                                                     |         |                 |                                                                                         |
| 703 | –                            | Wild Wife               | 20. Feb. 1954                      | –                                                                   | MM      | Robert McKimson |                                                                                         |
| ٴ· Deutschsprachige Veröffentlichung: ohne dt. Titel bei Mein Name ist Hase (Fernsehserie, Folge 58). |                              |                         |                                    |                                                                     |         |                 |                                                                                         |
| 704 | Bellen verboten!             | No Barking              | 27. Feb. 1954 (1962–63*)           | Claude Cat, Frisky Puppy, Kurzauftritte: Tweety, Marc Antony        | MM*     | Chuck Jones     | Letztauftritt von Frisky Puppy.                                                         |
| ٴ· Deutschsprachige Veröffentlichung: als Bellen verboten! bei Bugs Bunny und Looney Tunes (Fernsehserie), Looney Tunes Collection: All-Stars Volume 4 (DVD, WB, 2007); ohne dt. Titel bei Mein Name ist Hase (Fernsehserie, Folge 47). |                              |                         |                                    |                                                                     |         |                 |                                                                                         |
| 705 | Bugsy und Mugsy              | Bugs and Thugs          | 13. Mär. 1954                      | Bugs Bunny, Rocky & Mugsy                                           | LT      | Friz Freleng    | Erstauftritt von Mugsy.                                                                 |
| ٴ· Deutschsprachige Veröffentlichung: als Bugsy und Mugsy bei Bugs & Daffy – Auf die Ente, fertig, los (VHS, WB, 1997), Looney Tunes: All Stars – Ihre ersten Cartoons Teil 2 (DVD, WB, 2003), Bugs Bunny und Looney Tunes (Fernsehserie), Looney Tunes Platinum Collection – Volume Drei (Blu-ray, WB, 2014); ohne dt. Titel bei Mein Name ist Hase (Fernsehserie, Folge 83). |                              |                         |                                    |                                                                     |         |                 |                                                                                         |
| 706 | –                            | The Cats Bah            | 20. Mär. 1954                      | Pepé le Pew, Penelope Pussycat                                      | LT      | Chuck Jones     |                                                                                         |
| ٴ· Deutschsprachige Veröffentlichung: ohne dt. Titel bei Mein Name ist Hase (Fernsehserie, Folge 22). |                              |                         |                                    |                                                                     |         |                 |                                                                                         |
| 707 | Mit List und Tücke           | Design for Leaving      | 27. Mär. 1954 (1959–64*)           | Daffy Duck, Elmer Fudd                                              | LT, MM* | Robert McKimson |                                                                                         |
| ٴ· Deutschsprachige Veröffentlichung: als Mit List und Tücke bei Warner Cartoons 8: Elmer Fudd (VHS, WB, 1989, 1990, 1993); ohne dt. Titel bei Mein Name ist Hase (Fernsehserie, Folge 34). |                              |                         |                                    |                                                                     |         |                 |                                                                                         |
| 708 | –                            | Bell Hoppy              | 17. Apr. 1954 (1962–63*)           | Sylvester, Hippety Hopper                                           | MM*     | Robert McKimson |                                                                                         |
| ٴ· Deutschsprachige Veröffentlichung: ohne dt. Titel bei Mein Name ist Hase (Fernsehserie, Folge 77). |                              |                         |                                    |                                                                     |         |                 |                                                                                         |
| 709 | –                            | No Parking Hare         | 1. Mai 1954                        | Bugs Bunny                                                          | LT      | Robert McKimson |                                                                                         |
| ٴ· Deutschsprachige Veröffentlichung: ohne dt. Titel bei Mein Name ist Hase (Fernsehserie, Folge 13). |                              |                         |                                    |                                                                     |         |                 |                                                                                         |
| 710 | –                            | Dr. Jerkyl′s Hide       | 8. Mai 1954                        | Sylvester, Spike & Chester                                          | LT      | Friz Freleng    | Letztauftritt von Spike und Chester bis 1995.                                           |
| ٴ· Deutschsprachige Veröffentlichung: ohne dt. Titel bei Mein Name ist Hase (Fernsehserie, Folge 56). |                              |                         |                                    |                                                                     |         |                 |                                                                                         |
| 711 | Mäuse im Hotel               | Claws for Alarm         | 22. Mai 1954                       | Sylvester, Schweinchen Dick                                         | MM      | Chuck Jones     |                                                                                         |
| ٴ· Deutschsprachige Veröffentlichung: als Mäuse im Hotel bei Looney Tunes Collection: Best of Porky Volume 2 (DVD, WB, 2007); ohne dt. Titel bei Daffy Duck’s Quackbusters (Film, 1988). |                              |                         |                                    |                                                                     |         |                 |                                                                                         |
| 712 | Bübchen-Boo                  | Little Boy Boo          | 5. Juni 1954                       | Foghorn Leghorn, Egghead Jr., Miss Prissy                           | LT      | Robert McKimson | Erstauftritt von Egghead Jr.                                                            |
| ٴ· Deutschsprachige Veröffentlichung: als Bübchen-Boo bei Warner Cartoons 6: Foghorn Leghorn (VHS, WB, 1989, 1990, 1993, 1996); ohne dt. Titel bei Mein Name ist Hase (Fernsehserie, Folge 14). |                              |                         |                                    |                                                                     |         |                 |                                                                                         |
| 713 | Taz und Bugs                 | Devil May Hare          | 19. Juni 1954                      | Bugs Bunny, Taz                                                     | LT      | Robert McKimson | Erstauftritt von Taz; erster gemeinsamer Auftritt von Bugs Bunny und Taz.               |
| ٴ· Deutschsprachige Veröffentlichung: als Taz und Bugs bei Die Stars aus Space Jam – Tasmanischer Teufel (VHS, WB, 1997), Looney Tunes: All Stars – Ihre ersten Cartoons Teil 2 (DVD, WB, 2003), Bugs Bunny und Looney Tunes (Fernsehserie); als Der Tasmanische Teufel bei Bugs Bunnys Video Show 1 (VHS, WB, 1984), Bugs Bunny und seine Freunde 5 – Von Freunden und Feinden (VHS, WB, 1991), Bugs Bunny 2 (VHS, WB, 1993); ohne dt. Titel bei Mein Name ist Hase (Fernsehserie, Folge 38). |                              |                         |                                    |                                                                     |         |                 |                                                                                         |
| 714 | –                            | Muzzle Tough            | 26. Juni 1954                      | Sylvester & Tweety, Granny, Hector the Bulldog                      | MM      | Friz Freleng    |                                                                                         |
| ٴ· Deutschsprachige Veröffentlichung: ohne dt. Titel bei Mein Name ist Hase (Fernsehserie, Folgen 67 und 100). |                              |                         |                                    |                                                                     |         |                 |                                                                                         |
| 715 | –                            | The Oily American       | 10. Juli 1954 (C)                  | –                                                                   | MM      | Robert McKimson |                                                                                         |
| ٴ· Deutschsprachige Veröffentlichung: ohne dt. Titel bei Mein Name ist Hase (Fernsehserie, Folge 9). |                              |                         |                                    |                                                                     |         |                 |                                                                                         |
| 716 | –                            | Bewitched Bunny         | 24. Juli 1954                      | Bugs Bunny, Hänsel und Gretel, Witch Hazel                          | LT      | Chuck Jones     | Erstauftritt von Witch Hazel.                                                           |
| ٴ· Deutschsprachige Veröffentlichung: ohne dt. Titel bei Bugs Bunny – Märchen aus 1001 Nacht (Film, 1982), Mein Name ist Hase (Fernsehserie, Folge 26). |                              |                         |                                    |                                                                     |         |                 |                                                                                         |
| 717 | –                            | Satan’s Waitin’         | 7. Aug. 1954 (1962–63*)            | Sylvester & Tweety, Hector the Bulldog, Teufel, Kurzauftritt: Mugsy | LT, MM* | Friz Freleng    |                                                                                         |
| ٴ· Deutschsprachige Veröffentlichung: ohne dt. Titel bei Mein Name ist Hase (Fernsehserie, Folge 17). |                              |                         |                                    |                                                                     |         |                 |                                                                                         |
| 718 | Heisse Sohle auf dem Highway | Stop! Look! And Hasten! | 14. Aug. 1954                      | Road Runner & Wile E. Coyote                                        | MM      | Chuck Jones     |                                                                                         |
| ٴ· Deutschsprachige Veröffentlichung: als Heisse Sohle auf dem Highway bei Bugs Bunny und Looney Tunes (Fernsehserie); als Heiße Sohle auf dem Highway bei Looney Tunes: Best of Road Runner Teil 1 (DVD, WB, 2004); ohne dt. Titel bei Die schnellste Maus von Mexiko (Fernsehserie, Folge 2). |                              |                         |                                    |                                                                     |         |                 |                                                                                         |
| 719 | –                            | Yankee Doodle Bugs      | 28. Aug. 1954                      | Bugs Bunny, Clyde Bunny, Franklin, Washington                       | LT      | Friz Freleng    | Letztauftritt von Clyde Bunny bis 1979.                                                 |
| ٴ· Deutschsprachige Veröffentlichung: ohne dt. Titel bei Mein Name ist Hase (Fernsehserie, Folge 60). |                              |                         |                                    |                                                                     |         |                 |                                                                                         |
| 720 | –                            | Gone Batty              | 4. Sep. 1954 (C) (1963–64*)        | Bobo the Elephant                                                   | LT, MM* | Robert McKimson | Letztauftritt von Bobo the Elephant.                                                    |
| 721 | –                            | Goo Goo Goliath         | 18. Sep. 1954                      | Betrunkener Storch                                                  | MM      | Friz Freleng    |                                                                                         |
| ٴ· Deutschsprachige Veröffentlichung: ohne dt. Titel bei Mein Name ist Hase (Fernsehserie, Folge 37). |                              |                         |                                    |                                                                     |         |                 |                                                                                         |
| 722 | Großes Mäuseehrenwort        | By Word of Mouse        | 2. Okt. 1954 (C)                   | Sylvester                                                           | LT      | Friz Freleng    |                                                                                         |
| ٴ· Deutschsprachige Veröffentlichung: ohne dt. Titel bei Mein Name ist Hase (Fernsehserie, Folge 24). |                              |                         |                                    |                                                                     |         |                 |                                                                                         |
| 723 | –                            | From A to Z-Z-Z-Z       | 16. Okt. 1954 (1963–64*)           | Ralph Phillips                                                      | LT, MM* | Chuck Jones     | Oscar-Nominierung (1954); Erstauftritt von Ralph Phillips.                              |
| 724 | –                            | Quack Shot              | 30. Okt. 1954 (C) (19. Juli 1969*) | Daffy Duck, Elmer Fudd                                              | MM*     | Robert McKimson | Letzte Blue-Ribbon-Veröffentlichung.                                                    |
| ٴ· Deutschsprachige Veröffentlichung: ohne dt. Titel bei Mein Name ist Hase (Fernsehserie, Folge 60). |                              |                         |                                    |                                                                     |         |                 |                                                                                         |
| 725 | –                            | My Little Duckaroo      | 27. Nov. 1954 (C)                  | Daffy Duck, Schweinchen Dick, Nasty Canasta                         | MM      | Chuck Jones     |                                                                                         |
| 726 | Schaf Ahoy                   | Sheep Ahoy              | 11. Dez. 1954 (C)                  | Ralph Wolf & Sam Sheepdog (mit anderen Namen)                       | MM      | Chuck Jones     |                                                                                         |
| ٴ· Deutschsprachige Veröffentlichung: als Schaf Ahoy bei Die verrückte Katze (VHS, Hollywood Electric, Reihe: Star Cartoon Festival); ohne dt. Titel bei Mein Name ist Hase (Fernsehserie, Folge 41). |                              |                         |                                    |                                                                     |         |                 |                                                                                         |
| 727 | Baby Buggy Bunny             | Baby Buggy Bunny        | 18. Dez. 1954 (C)                  | Bugs Bunny                                                          | MM      | Chuck Jones     |                                                                                         |
| ٴ· Deutschsprachige Veröffentlichung: als Baby Buggy Bunny bei Looney Tunes: Bugs Bunnys Meisterwerke (DVD, WB, 2004), Bugs Bunny und Looney Tunes (Fernsehserie), Boomerangs Starparade (Fernsehserie, 2013); ohne dt. Titel bei Mein Name ist Hase (Fernsehserie, Folge 45). |                              |                         |                                    |                                                                     |         |                 |                                                                                         |

## 1955
1955 wurden 31 Cartoons veröffentlicht, davon sind 14 Teil der Looney-Tunes-Reihe und 17 Teil der Merrie-Melodies-Reihe. In diesem Jahr wurde der Sylvester- und Tweety-Cartoon Omis neuer Bikini von Friz Freleng vorgestellt, der eine Oscar-Nominierung erhielt. Ein weiterer Cartoon von Freleng – Die schnellste Maus von Mexiko – gewann selbige Auszeichnung und zeigte Speedy Gonzales erstmals in seinem bekannten Design sowie den ersten gemeinsamen Auftritt von Sylvester und der mexikanischen Maus in einer ganzen Reihe von Sylvester- und Speedy-Gonzales-Cartoons. Zudem hatte in Chuck Jones’ Der singende Frosch auch Michigan J. Frog seinen ersten und einzigen Auftritt in der klassischen Looney-Tunes- und Merrie-Melodies-Cartoon-Ära (1929–1969).
| Nr. | Deutscher Titel                  | Originaltitel         | Kinopremiere (USA)                 | Bekannte Charaktere                                      | LT/MM | Regie           | Anmerkungen |
| --- | -------------------------------- | --------------------- | ---------------------------------- | -------------------------------------------------------- | ----- | --------------- | --- |
| 728 | –                                | Pizzicato Pussycat    | 1. Jan. 1955 (C)                   | –                                                        | MM    | Friz Freleng    | |
| ٴ· Deutschsprachige Veröffentlichung: ohne dt. Titel bei Mein Name ist Hase (Fernsehserie, Folge 33). |                                  |                       |                                    |                                                          |       |                 | |
| 729 | Mamas Liebling                   | Feather Dusted        | 15. Jan. 1955 (C)                  | Foghorn Leghorn, Egghead Jr., Miss Prissy                | MM    | Robert McKimson | |
| ٴ· Deutschsprachige Veröffentlichung: als Mamas Liebling bei Bugs Bunnys Video Show 8 (VHS, WB, 1984); ohne dt. Titel bei Mein Name ist Hase (Fernsehserie, Folge 44). |                                  |                       |                                    |                                                          |       |                 | |
| 730 | Ungebetene Gäste                 | Pests for Guests      | 29. Jan. 1955 (C) (1963–64*)       | Elmer Fudd, Goofy Gophers                                | MM*   | Friz Freleng    | |
| ٴ· Deutschsprachige Veröffentlichung: als Ungebetene Gäste bei Bugs Bunnys Video Show 7 (VHS, WB, 1984); ohne dt. Titel bei Mein Name ist Hase (Fernsehserie, Folge 38). |                                  |                       |                                    |                                                          |       |                 | |
| 731 | Wettlauf in die Wolken           | Beanstalk Bunny       | 12. Feb. 1955 (C)                  | Bugs Bunny, Daffy Duck, Elmer Fudd                       | MM    | Chuck Jones     | |
| ٴ· Deutschsprachige Veröffentlichung: als Wettlauf in die Wolken bei Warner Cartoons 9: Daffy Duck (VHS, WB, 1989, 1990, 1993); ohne dt. Titel bei Mein Name ist Hase (Fernsehserie, Folgen 89 und 103). |                                  |                       |                                    |                                                          |       |                 | |
| 732 | Hahn im Korb                     | All Fowled Up         | 19. Feb. 1955                      | Foghorn Leghorn, Barnyard Dawg, Henery Hawk              | LT    | Robert McKimson | |
| ٴ· Deutschsprachige Veröffentlichung: als Hahn im Korb bei Bugs Bunnys Video Show 10 (VHS, WB, 1984); ohne dt. Titel bei Mein Name ist Hase (Fernsehserie, Folge 15). |                                  |                       |                                    |                                                          |       |                 | |
| 733 | Das Storchenei                   | Stork Naked           | 26. Feb. 1955 (C)                  | Daffy Duck, Betrunkener Storch                           | MM    | Friz Freleng    | |
| ٴ· Deutschsprachige Veröffentlichung: als Das Storchenei bei Bugs Bunnys Video Show 6 (VHS, WB, 1984), 50 Jahre Daffy Duck (VHS, WB, 1988); ohne dt. Titel bei Mein Name ist Hase (Fernsehserie, Folge 90). |                                  |                       |                                    |                                                          |       |                 | |
| 734 | Leuchtturmmaus                   | Lighthouse Mouse      | 12. Mär. 1955 (C) (16. Dez. 1967*) | Sylvester, Hippety Hopper                                | MM*   | Robert McKimson | |
| ٴ· Deutschsprachige Veröffentlichung: als Leuchtturmmaus bei Bugs Bunnys Video Show 12 (VHS, WB, 1984); ohne dt. Titel bei Mein Name ist Hase (Fernsehserie, Folge 55). |                                  |                       |                                    |                                                          |       |                 | |
| 735 | Bugs Bunny ist der Größte        | Sahara Hare           | 26. Mär. 1955 (C)                  | Bugs Bunny, Yosemite Sam, Kurzauftritt: Daffy Duck       | LT    | Friz Freleng    | |
| ٴ· Deutschsprachige Veröffentlichung: als Bugs Bunny ist der Größte (Super 8, Piccolo); ohne dt. Titel bei Der total verrückte Bugs Bunny Film (Film, 1981), Mein Name ist Hase (Fernsehserie, Folge 53). |                                  |                       |                                    |                                                          |       |                 | |
| 736 | Omis neuer Bikini                | Sandy Claws           | 2. Apr. 1955 (C)                   | Sylvester & Tweety, Granny                               | LT    | Friz Freleng    | Oscar-Nominierung (1955). |
| ٴ· Deutschsprachige Veröffentlichung: als Omis neuer Bikini bei Warner Cartoons 5: Sylvester & Tweety (VHS, WB, 1989, 1990, 1993, 1996), Bugs Bunny und Looney Tunes (Fernsehserie), Boomerangs Starparade (Fernsehserie, 2014); als Strandvergnügen bei Die Stars aus Space Jam – Sylvester-Tweety (VHS, WB, 1997); ohne dt. Titel bei Mein Name ist Hase (Fernsehserie, Folge 30).                                                                              |                                  |                       |                                    |                                                          |       |                 | |
| 737 | –                                | The Hole Idea         | 16. Apr. 1955 (C)                  | Kurzauftritt: Teufel                                     | LT    | Robert McKimson | |
| ٴ· Deutschsprachige Veröffentlichung: ohne dt. Titel bei Mein Name ist Hase (Fernsehserie, Folge 4). |                                  |                       |                                    |                                                          |       |                 | |
| 738 | Schwere Geschütze                | Ready.. Set.. Zoom!   | 30. Apr. 1955 (C)                  | Road Runner & Wile E. Coyote                             | LT    | Chuck Jones     | |
| ٴ· Deutschsprachige Veröffentlichung: als Schwere Geschütze bei Looney Tunes: Best of Road Runner Teil 1 (DVD, WB, 2004), Bugs Bunny und Looney Tunes (Fernsehserie), Boomerangs Starparade (Fernsehserie, 2013); ohne dt. Titel bei Die schnellste Maus von Mexiko (Fernsehserie, Folge 19). |                                  |                       |                                    |                                                          |       |                 | |
| 739 | Hasentausch                      | Hare Brush            | 7. Mai 1955 (C)                    | Bugs Bunny, Elmer Fudd                                   | MM    | Friz Freleng    | |
| ٴ· Deutschsprachige Veröffentlichung: als Hasentausch bei Warner Cartoons 8: Elmer Fudd (VHS, WB, 1989, 1990, 1993); als Bugs Bunny der Meister aller Lampen (Super 8, UFA, 1977); als Bugs Bunny – Weidmannsheil (Super 8, Piccolo); ohne dt. Titel bei Mein Name ist Hase (Fernsehserie, Folge 87). |                                  |                       |                                    |                                                          |       |                 | |
| 740 | –                                | Past Perfumance       | 21. Mai 1955                       | Pepé le Pew, Penelope Pussycat                           | MM    | Chuck Jones     | |
| ٴ· Deutschsprachige Veröffentlichung: ohne dt. Titel bei Mein Name ist Hase (Fernsehserie, Folge 38). |                                  |                       |                                    |                                                          |       |                 | |
| 741 | Zirkus Tweety                    | Tweety’s Circus       | 4. Juni 1955 (C)                   | Sylvester & Tweety                                       | MM    | Friz Freleng    | |
| ٴ· Deutschsprachige Veröffentlichung: als Zirkus Tweety bei Warner Cartoons 5: Sylvester & Tweety (VHS, WB, 1989, 1990, 1993, 1996); ohne dt. Titel bei Mein Name ist Hase (Fernsehserie, Folge 92). |                                  |                       |                                    |                                                          |       |                 | |
| 742 | Zeichentrickserei                | Rabbit Rampage        | 11. Juni 1955                      | Bugs Bunny, Kurzauftritt: Elmer Fudd                     | LT    | Chuck Jones     | gleiches Thema wie Nr. 673 Entnervte Ente |
| ٴ· Deutschsprachige Veröffentlichung: als Zeichentrickserei bei Bugs & Tweety – Miezekatzenjammer (VHS, WB, 1997); ohne dt. Titel bei Mein Name ist Hase (Fernsehserie, Folge 82). |                                  |                       |                                    |                                                          |       |                 | |
| 743 | Zwischen Baum und Borke          | Lumber Jerks          | 25. Juni 1955 (C)                  | Goofy Gophers                                            | LT    | Friz Freleng    | Letzter Goofy-Gophers-Cartoon von Friz Freleng. |
| ٴ· Deutschsprachige Veröffentlichung: als Zwischen Baum und Borke bei Looney Tunes: All Stars – Ihre ersten Cartoons Teil 2 (DVD, WB, 2003); ohne dt. Titel bei Mein Name ist Hase (Fernsehserie, Folge 58). |                                  |                       |                                    |                                                          |       |                 | |
| 744 | –                                | This Is a Life?       | 9. Juli 1955                       | Bugs Bunny, Daffy Duck, Elmer Fudd, Yosemite Sam, Granny | MM    | Friz Freleng    | Enthält Ausschnitte aus Ein Hase aus Manhattan (OT: A Hare Grows in Manhattan, 1947), Chaos im Kino (OT: Hare Do, 1949) und Bugs Bunny bei den Piraten (OT: Buccaneer Bunny, 1948); erster gemeinsamer Auftritt von Elmer Fudd und Yosemite Sam. |
| ٴ· Deutschsprachige Veröffentlichung: ohne dt. Titel bei Mein Name ist Hase (Fernsehserie, Folge 96). |                                  |                       |                                    |                                                          |       |                 | |
| 745 | Wolf im Schafspelz               | Double or Mutton      | 23. Juli 1955 (C)                  | Ralph Wolf & Sam Sheepdog                                | LT    | Chuck Jones     | Nicht zu verwechseln mit Wolf im Schafspelz aus dem Jahr 1957 (OT: Steal Wool). |
| ٴ· Deutschsprachige Veröffentlichung: als Wolf im Schafspelz bei Bugs Bunnys Video Show 2 (VHS, WB, 1984); ohne dt. Titel bei Mein Name ist Hase (Fernsehserie, Folge 49). |                                  |                       |                                    |                                                          |       |                 | |
| 746 | Kurs auf Jupiter                 | Jumpin’ Jupiter       | 6. Aug. 1955                       | Sylvester, Schweinchen Dick, Instant Martians            | MM    | Chuck Jones     | Letzter Sylvester-Cartoon von Chuck Jones; Erstauftritt von Instant Martians. |
| ٴ· Deutschsprachige Veröffentlichung: als Kurs auf Jupiter bei Die Stars aus Space Jam – Weltraum-Helden (VHS, WB, 1997); ohne dt. Titel bei Daffy Duck’s Quackbusters (Film, 1988). |                                  |                       |                                    |                                                          |       |                 | |
| 747 | –                                | A Kiddies Kitty       | 20. Aug. 1955 (1963–64*)           | Sylvester, Kurzauftritt: Hector the Bulldog              | MM*   | Friz Freleng    | |
| ٴ· Deutschsprachige Veröffentlichung: ohne dt. Titel bei Mein Name ist Hase (Fernsehserie, Folge 68). |                                  |                       |                                    |                                                          |       |                 | |
| 748 | Möhren, Monster, Mutationen      | Hyde and Hare         | 27. Aug. 1955                      | Bugs Bunny, Dr. Jekyll und Mr. Hyde                      | LT    | Friz Freleng    | |
| ٴ· Deutschsprachige Veröffentlichung: als Möhren, Monster, Mutationen bei Bugs & Marvin – Mars macht mobil (VHS, WB, 1997), Bugs Bunny und Looney Tunes (Fernsehserie), Boomerangs Starparade (Fernsehserie, 2013); als Sylvester und Tweety-Hyde (unzutreffender dt. Titel) bei Looney Tunes: Bugs Bunnys Meisterwerke (DVD, WB, 2004); ohne dt. Titel bei Mein Name ist Hase (Fernsehserie, Folge 65).                                                          |                                  |                       |                                    |                                                          |       |                 | |
| 749 | Schweinchen Dick im Grand Hotel  | Dime to Retire        | 3. Sep. 1955 (C)                   | Daffy Duck, Schweinchen Dick                             | LT    | Robert McKimson | |
| ٴ· Deutschsprachige Veröffentlichung: als Schweinchen Dick im Grand Hotel (Dux-Kino, Markes & Co). |                                  |                       |                                    |                                                          |       |                 | |
| 750 | Die schnellste Maus von Mexiko   | Speedy Gonzales       | 17. Sep. 1955                      | Sylvester, Speedy Gonzales                               | MM    | Friz Freleng    | Oscar – gewonnen (1956); Erstauftritt von Speedy Gonzales; erster gemeinsamer Auftritt von Sylvester und Speedy Gonzales. |
| ٴ· Deutschsprachige Veröffentlichung: als Die schnellste Maus von Mexiko bei Looney Tunes: All Stars – Ihre ersten Cartoons Teil 2 (DVD, WB, 2003), Bugs Bunny und Looney Tunes (Fernsehserie), Looney Tunes Platinum Collection – Volume Eins (Blu-ray, WB, 2011); als Speedy Gonzales – Sturm auf die Käsefabrik (Super 8, Piccolo); ohne dt. Titel bei Die schnellste Maus von Mexiko (Fernsehserie, Folge 2).                                                 |                                  |                       |                                    |                                                          |       |                 | |
| 751 | Bugs Bunny – ’hattu Dachschaden? | Knight-Mare Hare      | 1. Okt. 1955 (C)                   | Bugs Bunny, Merlin                                       | MM    | Chuck Jones     | |
| ٴ· Deutschsprachige Veröffentlichung: als Bugs Bunny – ’hattu Dachschaden? (Super 8, UFA, 1977); ohne dt. Titel bei Mein Name ist Hase (Fernsehserie, Folge 76). |                                  |                       |                                    |                                                          |       |                 | |
| 752 | Liebe geht durch die Nase        | Two Scent’s Worth     | 15. Okt. 1955                      | Pepé le Pew, Penelope Pussycat                           | MM    | Chuck Jones     | |
| ٴ· Deutschsprachige Veröffentlichung: als Liebe geht durch die Nase bei Bugs Bunnys Video Show 10 (VHS, WB, 1984), Warner Cartoons 3: Pepe das Stinktier (VHS, WB, 1989, 1990, 1993); ohne dt. Titel bei Mein Name ist Hase (Fernsehserie, Folge 85). |                                  |                       |                                    |                                                          |       |                 | |
| 753 | –                                | Red Riding Hoodwinked | 29. Okt. 1955                      | Sylvester & Tweety, Granny, Böser Wolf, Rotkäppchen      | LT    | Friz Freleng    | |
| ٴ· Deutschsprachige Veröffentlichung: ohne dt. Titel bei Bugs Bunny – Märchen aus 1001 Nacht (Film, 1982), Mein Name ist Hase (Fernsehserie, Folge 28). |                                  |                       |                                    |                                                          |       |                 | |
| 754 | Das Kampfkarnickel               | Roman Legion-Hare     | 12. Nov. 1955 (C)                  | Bugs Bunny, Yosemite Sam, Nero                           | LT    | Friz Freleng    | |
| ٴ· Deutschsprachige Veröffentlichung: als Das Kampfkarnickel bei Warner Cartoons 1: Bugs Bunny (VHS, WB, 1989, 1990, 1993); ohne dt. Titel bei Der total verrückte Bugs Bunny Film (Film, 1981), Mein Name ist Hase (Fernsehserie, Folge 28). |                                  |                       |                                    |                                                          |       |                 | |
| 755 | Erbschleicher                    | Heir-Conditioned      | 26. Nov. 1955                      | Elmer Fudd, Sylvester, Kurzauftritt: Tweety              | LT    | Friz Freleng    | |
| ٴ· Deutschsprachige Veröffentlichung: als Erbschleicher bei Warner Cartoons 8: Elmer Fudd (VHS, WB, 1989, 1990, 1993); als Geldsorgen bei Bugs Bunnys Video Show 8 (VHS, WB, 1984); ohne dt. Titel bei Mein Name ist Hase (Fernsehserie, Folge 18). |                                  |                       |                                    |                                                          |       |                 | |
| 756 | Pfeilschnell und explosiv        | Guided Muscle         | 10. Dez. 1955 (C)                  | Road Runner & Wile E. Coyote                             | LT    | Chuck Jones     | |
| ٴ· Deutschsprachige Veröffentlichung: als Pfeilschnell und explosiv bei Bugs Bunny und Looney Tunes (Fernsehserie), Boomerangs Starparade (Fernsehserie, 2013); als Pfeilschnell und Explosiv bei Looney Tunes: Best of Road Runner Teil 1 (DVD, WB, 2004); ohne dt. Titel bei Die schnellste Maus von Mexiko (Fernsehserie, Folge 7). |                                  |                       |                                    |                                                          |       |                 | |
| 757 | –                                | Pappy’s Puppy         | 17. Dez. 1955 (C)                  | Sylvester, Betrunkener Storch (nüchtern)                 | MM    | Friz Freleng    | |
| ٴ· Deutschsprachige Veröffentlichung: ohne dt. Titel bei Mein Name ist Hase (Fernsehserie, Folge 71). |                                  |                       |                                    |                                                          |       |                 | |
| 758 | Der singende Frosch              | One Froggy Evening    | 31. Dez. 1955 (C)                  | Michigan J. Frog                                         | MM    | Chuck Jones     | Eintrag in der National Film Registry (2003); einziger Auftritt von Michigan J. Frog bis 1995. |
| ٴ· Deutschsprachige Veröffentlichung: als Der singende Frosch bei Looney Tunes: All Stars Collection – Ihre ersten Cartoons Teil 3 (DVD, WB, 2005), Bugs Bunny und Looney Tunes (Fernsehserie), Boomerangs Starparade (Fernsehserie, 2013); als Ein froschartiger Abend bei Toller Hund (VHS, Hollywood Electric, Reihe: Star Cartoon Festival); ohne dt. Titel bei Bugs Bunny – Märchen aus 1001 Nacht (Film, 1982), Mein Name ist Hase (Fernsehserie, Folge 1). |                                  |                       |                                    |                                                          |       |                 | |

## 1956
1956 wurden 29 Cartoons veröffentlicht, davon sind 14 Teil der Looney-Tunes-Reihe und 15 Teil der Merrie-Melodies-Reihe.
| Nr. | Deutscher Titel                            | Originaltitel            | Kinopremiere (USA)           | Bekannte Charaktere                               | LT/MM   | Regie           | Anmerkungen |
| --- | ------------------------------------------ | ------------------------ | ---------------------------- | ------------------------------------------------- | ------- | --------------- | --- |
| 759 | –                                          | Bugs’ Bonnets            | 14. Jan. 1956 (C)            | Bugs Bunny, Elmer Fudd                            | MM      | Chuck Jones     | |
| ٴ· Deutschsprachige Veröffentlichung: ohne dt. Titel bei Mein Name ist Hase (Fernsehserie, Folge 37). |                                            |                          |                              |                                                   |         |                 | |
| 760 | –                                          | Too Hop to Handle        | 28. Jan. 1956                | Sylvester, Hippety Hopper, Sylvester Jr.          | LT      | Robert McKimson | |
| ٴ· Deutschsprachige Veröffentlichung: ohne dt. Titel bei Mein Name ist Hase (Fernsehserie, Folge 33). |                                            |                          |                              |                                                   |         |                 | |
| 761 | Stoppt das Wiesel                          | Weasel Stop              | 11. Feb. 1956 (1963–64*)     | Foghorn Leghorn, The Weasel                       | LT, MM* | Robert McKimson | |
| ٴ· Deutschsprachige Veröffentlichung: als Stoppt das Wiesel bei Warner Cartoons 6: Foghorn Leghorn (VHS, WB, 1989, 1990, 1993); ohne dt. Titel bei Mein Name ist Hase (Fernsehserie, Folge 31). |                                            |                          |                              |                                                   |         |                 | |
| 762 | Große Spaßmacher                           | The High and the Flighty | 18. Feb. 1956 (C) (1963–64*) | Daffy Duck, Foghorn Leghorn, Barnyard Dawg        | MM*     | Robert McKimson | Einziger gemeinsamer Auftritt von Daffy Duck und Foghorn Leghorn bis 1980. |
| ٴ· Deutschsprachige Veröffentlichung: als Große Spaßmacher bei Die Stars aus Space Jam – Daffy Duck (VHS, WB, 1997); als Buddelente bei Warner Cartoons 9: Daffy Duck (VHS, WB, 1989, 1990, 1993, 1996); ohne dt. Titel bei Mein Name ist Hase (Fernsehserie, Folge 96). |                                            |                          |                              |                                                   |         |                 | |
| 763 | Maskerade mit Folgen                       | Broom-Stick Bunny        | 25. Feb. 1956                | Bugs Bunny, Witch Hazel                           | LT      | Chuck Jones     | |
| ٴ· Deutschsprachige Veröffentlichung: als Maskerade mit Folgen bei Looney Tunes: Bugs Bunnys Meisterwerke (DVD, WB, 2004), Bugs Bunny und Looney Tunes (Fernsehserie), Boomerangs Starparade (Fernsehserie, 2014); ohne dt. Titel bei Mein Name ist Hase (Fernsehserie, Folge 51). |                                            |                          |                              |                                                   |         |                 | |
| 764 | Raumpatrouille                             | Rocket Squad             | 10. Mär. 1956                | Daffy Duck, Schweinchen Dick                      | MM      | Chuck Jones     | |
| ٴ· Deutschsprachige Veröffentlichung: als Raumpatrouille bei Bugs Bunny und Looney Tunes (Fernsehserie), Looney Tunes Collection: Best of Porky Volume 2 (DVD, WB, 2007), Boomerangs Starparade (Fernsehserie, 2014); als Das Raketen-Team bei Die Stars aus Space Jam – Weltraum-Helden (VHS, WB, 1997). |                                            |                          |                              |                                                   |         |                 | |
| 765 | Tweety und Sylvester – Alle Spatzen tanzen | Tweet and Sour           | 24. Mär. 1956                | Sylvester & Tweety, Granny, Sam Cat               | LT      | Friz Freleng    | |
| ٴ· Deutschsprachige Veröffentlichung: als Tweety und Sylvester – Alle Spatzen tanzen (Super 8, UFA, 1977); ohne dt. Titel bei Mein Name ist Hase (Fernsehserie, Folge 41). |                                            |                          |                              |                                                   |         |                 | |
| 766 | Es stinkt                                  | Heaven Scent             | 31. Mär. 1956                | Pepé le Pew, Penelope Pussycat                    | MM      | Chuck Jones     | |
| ٴ· Deutschsprachige Veröffentlichung: als Es stinkt bei Bugs Bunnys Video Show 3 (VHS, WB, 1984), Warner Cartoons 3: Pepe das Stinktier (VHS, WB, 1989, 1990, 1993); ohne dt. Titel bei Mein Name ist Hase (Fernsehserie, Folge 24). |                                            |                          |                              |                                                   |         |                 | |
| 767 | –                                          | Mixed Master             | 14. Apr. 1956                | –                                                 | LT      | Robert McKimson | |
| ٴ· Deutschsprachige Veröffentlichung: ohne dt. Titel bei Mein Name ist Hase (Fernsehserie, Folge 98). |                                            |                          |                              |                                                   |         |                 | |
| 768 | –                                          | Rabbitson Crusoe         | 28. Apr. 1956                | Bugs Bunny, Yosemite Sam                          | LT      | Friz Freleng    | |
| ٴ· Deutschsprachige Veröffentlichung: ohne dt. Titel bei Mein Name ist Hase (Fernsehserie, Folge 67). |                                            |                          |                              |                                                   |         |                 | |
| 769 | Mensch Meier!                              | Gee Whiz-z-z-z-z-z-z     | 5. Mai 1956                  | Road Runner & Wile E. Coyote                      | LT      | Chuck Jones     | |
| ٴ· Deutschsprachige Veröffentlichung: als Mensch Meier! bei Die Stars aus Space Jam – Roadrunner-Willi Kojote (VHS, WB, 1997), Looney Tunes: Best of Road Runner Teil 1 (DVD, WB, 2004), Bugs Bunny und Looney Tunes (Fernsehserie), Boomerangs Starparade (Fernsehserie, 2013); als Husch, husch bei Warner Cartoons 2: Roadrunner & Willi Kojote (VHS, WB, 1989, 1990, 1993, 1996); ohne dt. Titel bei Die schnellste Maus von Mexiko (Fernsehserie, Folge 21). |                                            |                          |                              |                                                   |         |                 | |
| 770 | Verfolgungsjagd                            | Tree Cornered Tweety     | 19. Mai 1956                 | Sylvester & Tweety                                | MM      | Friz Freleng    | |
| ٴ· Deutschsprachige Veröffentlichung: als Verfolgungsjagd bei Die Stars aus Space Jam – Sylvester-Tweety (VHS, WB, 1997); ohne dt. Titel bei Mein Name ist Hase (Fernsehserie, Folge 98). |                                            |                          |                              |                                                   |         |                 | |
| 771 | –                                          | The Unexpected Pest      | 2. Juni 1956 (C)             | Sylvester                                         | MM      | Robert McKimson | |
| ٴ· Deutschsprachige Veröffentlichung: ohne dt. Titel bei Mein Name ist Hase (Fernsehserie, Folge 83). |                                            |                          |                              |                                                   |         |                 | |
| 772 | Napoleon Bunny-Part                        | Napoleon Bunny-Part      | 16. Juni 1956 (C)            | Bugs Bunny, Napoleon, Kurzauftritt: Mugsy         | MM      | Friz Freleng    | |
| ٴ· Deutschsprachige Veröffentlichung: als Napoleon Bunny-Part bei Bugs & Marvin – Mars macht mobil (VHS, WB, 1997), Bugs Bunny und Looney Tunes (Fernsehserie), Boomerangs Starparade (Fernsehserie, 2013); ohne dt. Titel bei Mein Name ist Hase (Fernsehserie, Folge 37). |                                            |                          |                              |                                                   |         |                 | |
| 773 | Tweety und Sylvester – Futschi-Kato        | Tugboat Granny           | 23. Juni 1956                | Sylvester & Tweety, Granny                        | MM      | Friz Freleng    | |
| ٴ· Deutschsprachige Veröffentlichung: als Tweety und Sylvester – Futschi-Kato (Super 8, UFA, 1977); als Silvester: Silvester – der kühne Springer (Super 8, Piccolo); ohne dt. Titel bei Mein Name ist Hase (Fernsehserie, Folge 52). |                                            |                          |                              |                                                   |         |                 | |
| 774 | Superente                                  | Stupor Duck              | 7. Juli 1956                 | Daffy Duck                                        | LT      | Robert McKimson | |
| ٴ· Deutschsprachige Veröffentlichung: als Superente bei Die Stars aus Space Jam – Daffy Duck (VHS, WB, 1997); ohne dt. Titel bei Daffy Ducks fantastische Insel (Film, 1983), Mein Name ist Hase (Fernsehserie, Folge 47). |                                            |                          |                              |                                                   |         |                 | |
| 775 | Goldrausch                                 | Barbary-Coast Bunny      | 21. Juli 1956 (C)            | Bugs Bunny, Nasty Canasta                         | LT      | Chuck Jones     | Letztauftritt von Nasty Canasta. |
| ٴ· Deutschsprachige Veröffentlichung: als Goldrausch bei Die Stars aus Space Jam – Bugs Bunny (VHS, WB, 1997); ohne dt. Titel bei Mein Name ist Hase (Fernsehserie, Folge 12). |                                            |                          |                              |                                                   |         |                 | |
| 776 | Das Baby vom Mars                          | Rocket-Bye Baby          | 4. Aug. 1956 (C)             | Mot                                               | MM      | Chuck Jones     | |
| ٴ· Deutschsprachige Veröffentlichung: als Das Baby vom Mars bei Die Stars aus Space Jam – Weltraum-Helden (VHS, WB, 1997); ohne dt. Titel bei Mein Name ist Hase (Fernsehserie, Folge 27). |                                            |                          |                              |                                                   |         |                 | |
| 777 | –                                          | Half-Fare Hare           | 18. Aug. 1956 (C)            | Bugs Bunny                                        | MM      | Robert McKimson | |
| ٴ· Deutschsprachige Veröffentlichung: ohne dt. Titel bei Mein Name ist Hase (Fernsehserie, Folge 57). |                                            |                          |                              |                                                   |         |                 | |
| 778 | Rauhbein                                   | Raw! Raw! Rooster!       | 25. Aug. 1956 (1963–64*)     | Foghorn Leghorn                                   | LT, MM* | Robert McKimson | |
| ٴ· Deutschsprachige Veröffentlichung: als Rauhbein bei Warner Cartoons 6: Foghorn Leghorn (VHS, WB, 1989, 1990, 1993, 1996); ohne dt. Titel bei Mein Name ist Hase (Fernsehserie, Folge 5). |                                            |                          |                              |                                                   |         |                 | |
| 779 | –                                          | The Slap-Hoppy Mouse     | 1. Sep. 1956 (C)             | Sylvester, Hippety Hopper, Sylvester Jr.          | MM      | Robert McKimson | |
| ٴ· Deutschsprachige Veröffentlichung: ohne dt. Titel bei Mein Name ist Hase (Fernsehserie, Folge 59). |                                            |                          |                              |                                                   |         |                 | |
| 780 | –                                          | A Star Is Bored          | 15. Sep. 1956 (C)            | Bugs Bunny, Daffy Duck, Elmer Fudd, Yosemite Sam  | LT      | Friz Freleng    | Enthält veränderte Szenen aus Die Jagdsaison ist eröffnet (OT: Rabbit Fire, 1951), Omis neuer Bikini (OT: Sandy Claws, 1955) und Bugs Bunny der Bruchpilot (OT: Hare Lift, 1952). |
| ٴ· Deutschsprachige Veröffentlichung: ohne dt. Titel bei Mein Name ist Hase (Fernsehserie, Folgen 77 und 101). |                                            |                          |                              |                                                   |         |                 | |
| 781 | Dorlock Holmes und Mister Watkins          | Deduce, You Say          | 29. Sep. 1956 (C)            | Daffy Duck, Schweinchen Dick                      | LT      | Chuck Jones     | |
| ٴ· Deutschsprachige Veröffentlichung: als Dorlock Holmes und Mister Watkins bei Bugs Bunny und Looney Tunes (Fernsehserie), Boomerangs Starparade (Fernsehserie, 2013); als Dorlock Holmes und Mr. Watkins bei Looney Tunes: Daffy Duck und Schweinchen Dick Collection (DVD, WB, 2003), Looney Tunes Platinum Collection – Volume Zwei (Blu-ray, WB, 2012); als Schweinchen Dick der Meisterdetektiv (Super 8, UFA, 1977).                                       |                                            |                          |                              |                                                   |         |                 | |
| 782 | –                                          | Yankee Dood It           | 13. Okt. 1956 (1963–64*)     | Sylvester, Elmer Fudd                             | MM*     | Friz Freleng    | |
| ٴ· Deutschsprachige Veröffentlichung: ohne dt. Titel bei Mein Name ist Hase (Fernsehserie, Folge 1). |                                            |                          |                              |                                                   |         |                 | |
| 783 | Ein alter Fernsehhase                      | Wideo Wabbit             | 27. Okt. 1956                | Bugs Bunny, Elmer Fudd                            | MM      | Robert McKimson | |
| ٴ· Deutschsprachige Veröffentlichung: als Ein alter Fernsehhase bei Bugs Bunny und Looney Tunes (Fernsehserie), Boomerangs Starparade (Fernsehserie, 2013); ohne dt. Titel bei Mein Name ist Hase (Fernsehserie, Folge 3). |                                            |                          |                              |                                                   |         |                 | |
| 784 | Steinschlag und Dynamit                    | There They Go-Go-Go!     | 10. Nov. 1956 (C)            | Road Runner & Wile E. Coyote                      | LT      | Chuck Jones     | |
| ٴ· Deutschsprachige Veröffentlichung: als Steinschlag und Dynamit bei Looney Tunes: Best of Road Runner Teil 1 (DVD, WB, 2004), Bugs Bunny und Looney Tunes (Fernsehserie), Boomerangs Starparade (Fernsehserie, 2013); ohne dt. Titel bei Die schnellste Maus von Mexiko (Fernsehserie, Folge 16). |                                            |                          |                              |                                                   |         |                 | |
| 785 | –                                          | Two Crows from Tacos     | 24. Nov. 1956                | Jose & Manuel                                     | MM      | Friz Freleng    | Erstauftritt von Jose und Manuel. |
| ٴ· Deutschsprachige Veröffentlichung: ohne dt. Titel bei Mein Name ist Hase (Fernsehserie, Folge 71). |                                            |                          |                              |                                                   |         |                 | |
| 786 | Bei Maus zu Haus                           | The Honey-Mousers        | 8. Dez. 1956 (C)             | Ralph Crumden, Ned Morton, Alice Crumden, Sam Cat | LT      | Robert McKimson | Erstauftritt von Ralph Crumden, Ned Morton und Alice Crumden. |
| ٴ· Deutschsprachige Veröffentlichung: als Bei Maus zu Haus bei Looney Tunes Collection: All-Stars Volume 4 (DVD, WB, 2007); ohne dt. Titel bei Mein Name ist Hase (Fernsehserie, Folge 39). |                                            |                          |                              |                                                   |         |                 | |
| 787 | –                                          | To Hare Is Human         | 15. Dez. 1956                | Bugs Bunny, Wile E. Coyote                        | MM      | Chuck Jones     | |
| ٴ· Deutschsprachige Veröffentlichung: ohne dt. Titel bei Mein Name ist Hase (Fernsehserie, Folgen 86 und 103). |                                            |                          |                              |                                                   |         |                 | |

## 1957
1957 wurden 25 Cartoons veröffentlicht, davon sind 12 Teil der Looney-Tunes-Reihe und 13 Teil der Merrie-Melodies-Reihe. Erwähnenswert sind Robert McKimsons Tabasco Road mit Speedy Gonzales, der eine Oscar-Nominierung bekam und Friz Frelengs Die Anonymen Vogelfresser mit Sylvester und Tweety, der selbige Auszeichnung gewann.
| Nr. | Deutscher Titel                 | Originaltitel            | Kinopremiere (USA)                 | Bekannte Charaktere                                             | LT/MM   | Regie           | Anmerkungen |
| --- | ------------------------------- | ------------------------ | ---------------------------------- | --------------------------------------------------------------- | ------- | --------------- | --- |
| 788 | Aufforderung zum Tanz           | Three Little Bops        | 5. Jan. 1957                       | Böser Wolf, Die drei kleinen Schweinchen                        | LT      | Friz Freleng    | Letztauftritt von Die drei kleinen Schweinchen. |
| ٴ· Deutschsprachige Veröffentlichung: als Aufforderung zum Tanz bei Looney Tunes: All Stars Collection – Ihre ersten Cartoons Teil 3 (DVD, WB, 2005), Bugs Bunny und Looney Tunes (Fernsehserie); ohne dt. Titel bei Der total verrückte Bugs Bunny Film (Film, 1981), Mein Name ist Hase (Fernsehserie, Folge 32). |                                 |                          |                                    |                                                                 |         |                 | |
| 789 | Zoobesuch                       | Tweet Zoo                | 12. Jan. 1957 (C) (1963–64*)       | Sylvester & Tweety                                              | MM*     | Friz Freleng    | |
| ٴ· Deutschsprachige Veröffentlichung: als Zoobesuch bei Die Stars aus Space Jam – Sylvester-Tweety (VHS, WB, 1997); als Silvester – Alarm im Zoo (Super 8, Piccolo); als Alarm im Zoo (Dux-Kino, Markes & Co); ohne dt. Titel bei Mein Name ist Hase (Fernsehserie, Folgen 78 und 101). |                                 |                          |                                    |                                                                 |         |                 | |
| 790 | Rollschuhsegler und Dampfwalzen | Scrambled Aches          | 26. Jan. 1957                      | Road Runner & Wile E. Coyote                                    | LT      | Chuck Jones     | |
| ٴ· Deutschsprachige Veröffentlichung: als Rollschuhsegler und Dampfwalzen bei Looney Tunes: Best of Road Runner Teil 1 (DVD, WB, 2004), Bugs Bunny und Looney Tunes (Fernsehserie); ohne dt. Titel bei Die schnellste Maus von Mexiko (Fernsehserie, Folge 17). |                                 |                          |                                    |                                                                 |         |                 | |
| 791 | Ali Baba Bunny                  | Ali Baba Bunny           | 9. Feb. 1957 (C)                   | Bugs Bunny, Daffy Duck                                          | MM      | Chuck Jones     | |
| ٴ· Deutschsprachige Veröffentlichung: als Ali Baba Bunny bei Warner Cartoons 1: Bugs Bunny (VHS, WB, 1989, 1990, 1993); ohne dt. Titel bei Bugs Bunnys wilde, verwegene Jagd (Film, 1979), Bugs Bunny – Märchen aus 1001 Nacht (Film, 1982), Mein Name ist Hase (Fernsehserie, Folge 23). |                                 |                          |                                    |                                                                 |         |                 | |
| 792 | –                               | Go Fly a Kit             | 23. Feb. 1957 (C)                  | –                                                               | LT      | Chuck Jones     | |
| ٴ· Deutschsprachige Veröffentlichung: ohne dt. Titel bei Mein Name ist Hase (Fernsehserie, Folge 7). |                                 |                          |                                    |                                                                 |         |                 | |
| 793 | –                               | Tweety and the Beanstalk | 16. Mär. 1957 (C)                  | Sylvester & Tweety                                              | MM      | Friz Freleng    | |
| ٴ· Deutschsprachige Veröffentlichung: ohne dt. Titel bei Bugs Bunny – Märchen aus 1001 Nacht (Film, 1982), Mein Name ist Hase (Fernsehserie, Folgen 87 und 103). |                                 |                          |                                    |                                                                 |         |                 | |
| 794 | Pech gehabt!                    | Bedevilled Rabbit        | 13. Apr. 1957 (C)                  | Bugs Bunny, Taz                                                 | MM      | Robert McKimson | |
| ٴ· Deutschsprachige Veröffentlichung: als Pech gehabt! bei Die Stars aus Space Jam – Tasmanischer Teufel (VHS, WB, 1997); ohne dt. Titel bei Mein Name ist Hase (Fernsehserie, Folge 1). |                                 |                          |                                    |                                                                 |         |                 | |
| 795 | –                               | Boyhood Daze             | 20. Apr. 1957 (C)                  | Ralph Phillips                                                  | MM      | Chuck Jones     | Letztauftritt von Ralph Phillips. |
| ٴ· Deutschsprachige Veröffentlichung: ohne dt. Titel bei Mein Name ist Hase (Fernsehserie, Folge 47). |                                 |                          |                                    |                                                                 |         |                 | |
| 796 | –                               | Cheese It, the Cat!      | 4. Mai 1957 (C)                    | Ralph Crumden, Ned Morton, Sam Cat, Kurzauftritt: Alice Crumden | LT      | Robert McKimson | |
| ٴ· Deutschsprachige Veröffentlichung: ohne dt. Titel bei Mein Name ist Hase (Fernsehserie, Folge 31). |                                 |                          |                                    |                                                                 |         |                 | |
| 797 | –                               | Fox-Terror               | 11. Mai 1957 (C) (1963–64*)        | Foghorn Leghorn, Barnyard Dawg                                  | MM*     | Robert McKimson | |
| ٴ· Deutschsprachige Veröffentlichung: ohne dt. Titel bei Mein Name ist Hase (Fernsehserie, Folge 43). |                                 |                          |                                    |                                                                 |         |                 | |
| 798 | Wettlauf zum Schmatterhorn      | Piker’s Peak             | 25. Mai 1957 (C)                   | Bugs Bunny, Yosemite Sam                                        | LT      | Friz Freleng    | |
| ٴ· Deutschsprachige Veröffentlichung: als Wettlauf zum Schmatterhorn bei Warner Cartoons 1: Bugs Bunny (VHS, WB, 1989, 1990, 1993), Bugs Bunny und seine Freunde 6 – Rette sich wer kann (VHS, WB, 1991); ohne dt. Titel bei Mein Name ist Hase (Fernsehserie, Folge 88). |                                 |                          |                                    |                                                                 |         |                 | |
| 799 | Wolf im Schafspelz              | Steal Wool               | 8. Juni 1957 (C)                   | Ralph Wolf & Sam Sheepdog                                       | LT      | Chuck Jones     | Nicht zu verwechseln mit Wolf im Schafspelz aus dem Jahr 1955 (OT: Double or Mutton). |
| ٴ· Deutschsprachige Veröffentlichung: als Wolf im Schafspelz bei Bugs Bunny und Looney Tunes (Fernsehserie), Looney Tunes Collection: All-Stars Volume 4 (DVD, WB, 2007), Looney Tunes Platinum Collection – Volume Drei (Blu-ray, WB, 2014); ohne dt. Titel bei Mein Name ist Hase (Fernsehserie, Folge 10). |                                 |                          |                                    |                                                                 |         |                 | |
| 800 | Der Spezialauftrag              | Boston Quackie           | 22. Juni 1957 (C)                  | Daffy Duck, Schweinchen Dick                                    | LT      | Robert McKimson | |
| ٴ· Deutschsprachige Veröffentlichung: als Der Spezialauftrag bei Die Stars aus Space Jam – Daffy Duck (VHS, WB, 1997). |                                 |                          |                                    |                                                                 |         |                 | |
| 801 | Der Ring der Niegelungen        | What’s Opera, Doc?       | 6. Juli 1957                       | Bugs Bunny, Elmer Fudd                                          | MM      | Chuck Jones     | Eintrag in der National Film Registry (1992); letzter Elmer-Fudd-Cartoon von Chuck Jones bis 1980. |
| ٴ· Deutschsprachige Veröffentlichung: als Der Ring der Niegelungen bei Looney Tunes: All Stars Collection – Ihre ersten Cartoons Teil 3 (DVD, WB, 2005), Bugs Bunny und Looney Tunes (Fernsehserie), Looney Tunes Platinum Collection – Volume Eins (Blu-ray, WB, 2011), Boomerangs Starparade (Fernsehserie, 2013); ohne dt. Titel bei Bugs Bunnys wilde, verwegene Jagd (Film, 1979), Mein Name ist Hase (Fernsehserie, Folge 71).                           |                                 |                          |                                    |                                                                 |         |                 | |
| 802 | –                               | Tabasco Road             | 20. Juli 1957 (C) (1963–64*)       | Speedy Gonzales                                                 | LT, MM* | Robert McKimson | Oscar-Nominierung (1958); erster Speedy-Gonzales-Cartoon von Robert McKimson. |
| ٴ· Deutschsprachige Veröffentlichung: ohne dt. Titel bei Die schnellste Maus von Mexiko (Fernsehserie, Folge 16). |                                 |                          |                                    |                                                                 |         |                 | |
| 803 | Die Anonymen Vogelfresser       | Birds Anonymous          | 10. Aug. 1957 (C) (1963–64*)       | Sylvester & Tweety                                              | MM*     | Friz Freleng    | Oscar – gewonnen (1958); spätester Merrie-Melodies-Cartoon, der im Rahmen des Blue-Ribbon-Programms wiederveröffentlicht wurde.                                                                                |
| ٴ· Deutschsprachige Veröffentlichung: als Die Anonymen Vogelfresser bei Bugs Bunny und Looney Tunes (Fernsehserie), Looney Tunes Collection: All-Stars Volume 4 (DVD, WB, 2007), Boomerangs Starparade (Fernsehserie, 2013); ohne dt. Titel bei Der total verrückte Bugs Bunny Film (Film, 1981), Die schnellste Maus von Mexiko (Fernsehserie, Folge 18). |                                 |                          |                                    |                                                                 |         |                 | |
| 804 | Die Belohnung                   | Ducking the Devil        | 17. Aug. 1957 (C)                  | Daffy Duck, Taz                                                 | MM      | Robert McKimson | Einziger gemeinsamer Auftritt von Daffy Duck und Taz. |
| ٴ· Deutschsprachige Veröffentlichung: als Die Belohnung bei Die Stars aus Space Jam – Tasmanischer Teufel (VHS, WB, 1997); als Wer anderen eine Grube gräbt… bei Warner Cartoons 9: Daffy Duck (VHS, WB, 1989, 1990, 1993, 1996); ohne dt. Titel bei Mein Name ist Hase (Fernsehserie, Folge 19). |                                 |                          |                                    |                                                                 |         |                 | |
| 805 | –                               | Bugsy and Mugsy          | 31. Aug. 1957                      | Bugs Bunny, Rocky & Mugsy                                       | LT      | Friz Freleng    | |
| ٴ· Deutschsprachige Veröffentlichung: ohne dt. Titel bei Mein Name ist Hase (Fernsehserie, Folge 27). |                                 |                          |                                    |                                                                 |         |                 | |
| 806 | Völlig durchgedreht             | Zoom and Bored           | 14. Sep. 1957 (C)                  | Road Runner & Wile E. Coyote                                    | MM      | Chuck Jones     | |
| ٴ· Deutschsprachige Veröffentlichung: als Völlig durchgedreht bei Die Stars aus Space Jam – Roadrunner-Willi Kojote (VHS, WB, 1997), Looney Tunes: Best of Road Runner Teil 1 (DVD, WB, 2004), Bugs Bunny und Looney Tunes (Fernsehserie), Boomerangs Starparade (Fernsehserie, 2013); als Road Runner – Schneller als die Feuerwehr (Super 8, UFA, 1977); ohne dt. Titel bei Die schnellste Maus von Mexiko (Fernsehserie, Folge 16).                         |                                 |                          |                                    |                                                                 |         |                 | |
| 807 | –                               | Greedy for Tweety        | 28. Sep. 1957 (1963–64*)           | Sylvester & Tweety, Granny, Hector the Bulldog                  | LT, MM* | Friz Freleng    | |
| ٴ· Deutschsprachige Veröffentlichung: ohne dt. Titel bei Daffy Ducks fantastische Insel (Film, 1983), Mein Name ist Hase (Fernsehserie, Folgen 62 und 99). |                                 |                          |                                    |                                                                 |         |                 | |
| 808 | –                               | Touché and Go            | 12. Okt. 1957                      | Pepé le Pew, Penelope Pussycat                                  | MM      | Chuck Jones     | |
| ٴ· Deutschsprachige Veröffentlichung: ohne dt. Titel bei Mein Name ist Hase (Fernsehserie, Folge 66). |                                 |                          |                                    |                                                                 |         |                 | |
| 809 | Einmal ein Star sein            | Show Biz Bugs            | 2. Nov. 1957                       | Bugs Bunny, Daffy Duck                                          | LT      | Friz Freleng    | Inspirierte später die Einleitungssequenz der Serie The Bugs Bunny Show; im deutschsprachigen Raum fand diese Einleitungssequenz bei den Serien Mein Name ist Hase und Bugs Bunny und Looney Tunes Verwendung. |
| ٴ· Deutschsprachige Veröffentlichung: als Einmal ein Star sein bei Bugs Bunny und Looney Tunes (Fernsehserie), Boomerangs Starparade (Fernsehserie, 2013); als Die prominente Ente bei Looney Tunes: All Stars Collection – Ihre ersten Cartoons Teil 3 (DVD, WB, 2005), Looney Tunes Platinum Collection – Volume Zwei (Blu-ray, WB, 2012); ohne dt. Titel bei Der total verrückte Bugs Bunny Film (Film, 1981), Mein Name ist Hase (Fernsehserie, Folge 84). |                                 |                          |                                    |                                                                 |         |                 | |
| 810 | –                               | Mouse-Taken Identity     | 16. Nov. 1957 (C)                  | Sylvester, Hippety Hopper, Sylvester Jr.                        | MM      | Robert McKimson | |
| ٴ· Deutschsprachige Veröffentlichung: ohne dt. Titel bei Mein Name ist Hase (Fernsehserie, Folge 42). |                                 |                          |                                    |                                                                 |         |                 | |
| 811 | Gonzales Tamales                | Gonzales’ Tamales        | 30. Nov. 1957 (C) (10. Juli 1968*) | Sylvester, Speedy Gonzales                                      | LT*     | Friz Freleng    | |
| ٴ· Deutschsprachige Veröffentlichung: als Gonzales Tamales bei Warner Cartoons 7: Speedy Gonzales (VHS, WB, 1989, 1990, 1993, 1996), Bugs Bunny und seine Freunde 4 – Wo die Liebe hinfällt (VHS, WB, 1991); ohne dt. Titel bei Die schnellste Maus von Mexiko (Fernsehserie, Folge 13). |                                 |                          |                                    |                                                                 |         |                 | |
| 812 | Das Karnickel Romeo             | Rabbit Romeo             | 14. Dez. 1957 (C)                  | Bugs Bunny, Elmer Fudd, Millicent                               | MM      | Robert McKimson | |
| ٴ· Deutschsprachige Veröffentlichung: als Das Karnickel Romeo bei Warner Cartoons 8: Elmer Fudd (VHS, WB, 1989, 1990, 1993), Bugs Bunny und seine Freunde 4 – Wo die Liebe hinfällt (VHS, WB, 1991); als Elmer + Bunny – Der Hasen-Kavalier (Super 8, UFA, 1977); ohne dt. Titel bei Mein Name ist Hase (Fernsehserie, Folge 89). |                                 |                          |                                    |                                                                 |         |                 | |

## 1958
1958 wurden 20 Cartoons veröffentlicht, davon sind 10 Teil der Looney-Tunes-Reihe und 10 Teil der Merrie-Melodies-Reihe. Friz Frelengs Ein Hase an König Arthurs Hof mit Bugs Bunny und Yosemite Sam gewann ein Jahr später einen Oscar.
| Nr. | Deutscher Titel                    | Originaltitel          | Kinopremiere (USA)                | Bekannte Charaktere                                 | LT/MM | Regie           | Anmerkungen |
| --- | ---------------------------------- | ---------------------- | --------------------------------- | --------------------------------------------------- | ----- | --------------- | --- |
| 813 | Entenschmaus                       | Don’t Axe Me           | 4. Jan. 1958                      | Daffy Duck, Elmer Fudd, Barnyard Dawg               | MM    | Robert McKimson | |
| ٴ· Deutschsprachige Veröffentlichung: als Entenschmaus bei Bugs Bunnys Video Show 9 (VHS, WB, 1984), 50 Jahre Daffy Duck (VHS, WB, 1988); ohne dt. Titel bei Mein Name ist Hase (Fernsehserie, Folge 72). |                                    |                        |                                   |                                                     |       |                 | |
| 814 | –                                  | Tortilla Flaps         | 18. Jan. 1958 (C)                 | Speedy Gonzales                                     | LT    | Robert McKimson | |
| ٴ· Deutschsprachige Veröffentlichung: ohne dt. Titel bei Die schnellste Maus von Mexiko (Fernsehserie, Folge 5). |                                    |                        |                                   |                                                     |       |                 | |
| 815 | –                                  | Hare-Less Wolf         | 1. Feb. 1958 (C)                  | Bugs Bunny                                          | MM    | Friz Freleng    | |
| ٴ· Deutschsprachige Veröffentlichung: ohne dt. Titel bei Mein Name ist Hase (Fernsehserie, Folge 69). |                                    |                        |                                   |                                                     |       |                 | |
| 816 | Sylvester – Abenteuer in Venedig   | A Pizza Tweety-Pie     | 22. Feb. 1958 (C)                 | Sylvester & Tweety, Granny                          | LT    | Friz Freleng    | |
| ٴ· Deutschsprachige Veröffentlichung: als Sylvester – Abenteuer in Venedig (Super 8, Piccolo); ohne dt. Titel bei Mein Name ist Hase (Fernsehserie, Folge 25). |                                    |                        |                                   |                                                     |       |                 | |
| 817 | Robin Hood Daffy                   | Robin Hood Daffy       | 8. Mär. 1958 (C)                  | Daffy Duck, Schweinchen Dick                        | MM    | Chuck Jones     | Letzter Schweinchen-Dick-Cartoon von Chuck Jones bis 1980. |
| ٴ· Deutschsprachige Veröffentlichung: als Robin Hood Daffy bei Bugs Bunny und Looney Tunes (Fernsehserie), Looney Tunes Collection: Best of Porky Volume 2 (DVD, WB, 2007), Looney Tunes Platinum Collection – Volume Eins (Blu-ray, WB, 2011), Boomerangs Starparade (Fernsehserie, 2013); als Die Ente Robin Hood bei Daffy Duck 2 (VHS, WB, 1993); ohne dt. Titel bei Bugs Bunnys wilde, verwegene Jagd (Film, 1979). |                                    |                        |                                   |                                                     |       |                 | |
| 818 | Sternenflug                        | Hare-Way to the Stars  | 29. Mär. 1958 (C) (8. Juni 1968*) | Bugs Bunny, Marvin der Marsmensch, Instant Martians | LT*   | Chuck Jones     | Letztauftritt von Instant Martians bis 1996. |
| ٴ· Deutschsprachige Veröffentlichung: als Sternenflug bei Die Stars aus Space Jam – Weltraum-Helden (VHS, WB, 1997); ohne dt. Titel bei Bugs Bunnys wilde, verwegene Jagd (Film, 1979), Mein Name ist Hase (Fernsehserie, Folge 88). |                                    |                        |                                   |                                                     |       |                 | |
| 819 | Plattgemacht und durchgeschleudert | Whoa, Be-Gone!         | 12. Apr. 1958 (C)                 | Road Runner & Wile E. Coyote                        | MM    | Chuck Jones     | |
| ٴ· Deutschsprachige Veröffentlichung: als Plattgemacht und durchgeschleudert bei Looney Tunes: Best of Road Runner Teil 1 (DVD, WB, 2004), Bugs Bunny und Looney Tunes (Fernsehserie); ohne dt. Titel bei Die schnellste Maus von Mexiko (Fernsehserie, Folge 12). |                                    |                        |                                   |                                                     |       |                 | |
| 820 | –                                  | A Waggily Tale         | 26. Apr. 1958 (C)                 | –                                                   | LT    | Friz Freleng    | |
| ٴ· Deutschsprachige Veröffentlichung: ohne dt. Titel bei Mein Name ist Hase (Fernsehserie, Folge 13). |                                    |                        |                                   |                                                     |       |                 | |
| 821 | Wie der Vater so der Sohn          | Feather Bluster        | 10. Mai 1958 (C)                  | Foghorn Leghorn, Barnyard Dawg                      | MM    | Robert McKimson | Kompilationsfilm, der Ausschnitte aus Henhouse Henery (1949), Große Spaßmacher (OT: The High and the Flighty, 1956) und Hahn im Korb (OT: All Fowled Up, 1955) enthält. |
| ٴ· Deutschsprachige Veröffentlichung: als Wie der Vater so der Sohn bei Bugs Bunnys Video Show 11 (VHS, WB, 1984); ohne dt. Titel bei Mein Name ist Hase (Fernsehserie, Folge 53). |                                    |                        |                                   |                                                     |       |                 | |
| 822 | –                                  | Now, Hare This         | 31. Mai 1958 (C)                  | Bugs Bunny, Böser Wolf                              | LT    | Robert McKimson | |
| ٴ· Deutschsprachige Veröffentlichung: ohne dt. Titel bei Mein Name ist Hase (Fernsehserie, Folge 41). |                                    |                        |                                   |                                                     |       |                 | |
| 823 | –                                  | To Itch His Own        | 28. Juni 1958                     | Mighty Angelo                                       | MM    | Chuck Jones     | |
| ٴ· Deutschsprachige Veröffentlichung: ohne dt. Titel bei Mein Name ist Hase (Fernsehserie, Folge 36). |                                    |                        |                                   |                                                     |       |                 | |
| 824 | Die Hundegeschichte                | Dog Tales              | 26. Juli 1958 (C)                 | Kurzauftritte: Yosemite Sam, Charlie Dog            | LT    | Robert McKimson | Letztauftritt von Charlie Dog; die Szene mit dem eingefrorenen Yosemite Sam stammt aus Wettlauf zum Schmatterhorn (OT: Piker’s Peak, 1957).                             |
| ٴ· Deutschsprachige Veröffentlichung: als Die Hundegeschichte bei Bello und seine Streiche (VHS, Liliput); ohne dt. Titel bei Mein Name ist Hase (Fernsehserie, Folge 64). |                                    |                        |                                   |                                                     |       |                 | |
| 825 | Ein Hase an König Arthurs Hof      | Knighty Knight Bugs    | 23. Aug. 1958 (C)                 | Bugs Bunny, Yosemite Sam, Artus                     | LT    | Friz Freleng    | Oscar – gewonnen (1959). |
| ٴ· Deutschsprachige Veröffentlichung: als Ein Hase an König Arthurs Hof bei Der total verrückte Bugs Bunny Film (Film, 1981, gesprochener Titel); ohne dt. Titel bei Mein Name ist Hase (Fernsehserie, Folge 3). |                                    |                        |                                   |                                                     |       |                 | |
| 826 | Lästiges Wiesel                    | Weasel While You Work  | 6. Sep. 1958 (C)                  | Foghorn Leghorn, Barnyard Dawg, The Weasel          | MM    | Robert McKimson | Letztauftritt von The Weasel. |
| ٴ· Deutschsprachige Veröffentlichung: als Lästiges Wiesel bei Warner Cartoons 6: Foghorn Leghorn (VHS, WB, 1989, 1990, 1993); ohne dt. Titel bei Mein Name ist Hase (Fernsehserie, Folge 94). |                                    |                        |                                   |                                                     |       |                 | |
| 827 | –                                  | A Bird in a Bonnet     | 27. Sep. 1958 (C)                 | Sylvester & Tweety, Granny                          | MM    | Friz Freleng    | |
| ٴ· Deutschsprachige Veröffentlichung: ohne dt. Titel bei Mein Name ist Hase (Fernsehserie, Folgen 74 und 101). |                                    |                        |                                   |                                                     |       |                 | |
| 828 | Mit Haken und Ösen                 | Hook, Line and Stinker | 11. Okt. 1958                     | Road Runner & Wile E. Coyote                        | LT    | Chuck Jones     | |
| ٴ· Deutschsprachige Veröffentlichung: als Mit Haken und Ösen bei Die Stars aus Space Jam – Roadrunner-Willi Kojote (VHS, WB, 1997); als Angeschmiert bei Warner Cartoons 2: Roadrunner & Willi Kojote (VHS, WB, 1989, 1990, 1993, 1996); ohne dt. Titel bei Die schnellste Maus von Mexiko (Fernsehserie, Folge 19). |                                    |                        |                                   |                                                     |       |                 | |
| 829 | –                                  | Pre-Hysterical Hare    | 1. Nov. 1958                      | Bugs Bunny, Elmer Fudd                              | LT    | Robert McKimson | |
| ٴ· Deutschsprachige Veröffentlichung: ohne dt. Titel bei Mein Name ist Hase (Fernsehserie, Folge 39). |                                    |                        |                                   |                                                     |       |                 | |
| 830 | –                                  | Gopher Broke           | 15. Nov. 1958 (C)                 | Goofy Gophers, Barnyard Dawg                        | LT    | Robert McKimson | Letzter Barnyard-Dawg-Cartoon ohne Foghorn Leghorn. |
| ٴ· Deutschsprachige Veröffentlichung: ohne dt. Titel bei Mein Name ist Hase (Fernsehserie, Folge 95). |                                    |                        |                                   |                                                     |       |                 | |
| 831 | –                                  | Hip Hip-Hurry!         | 6. Dez. 1958 (C)                  | Road Runner & Wile E. Coyote                        | MM    | Chuck Jones     | |
| ٴ· Deutschsprachige Veröffentlichung: ohne dt. Titel bei Die schnellste Maus von Mexiko (Fernsehserie, Folge 2). |                                    |                        |                                   |                                                     |       |                 | |
| 832 | –                                  | Cat Feud               | 20. Dez. 1958                     | Claude Cat, Marc Antony & Pussyfoot                 | MM    | Chuck Jones     | Letztauftritt von Marc Antony; Letztauftritt von Pussyfoot bis 1995. |
| ٴ· Deutschsprachige Veröffentlichung: ohne dt. Titel bei Mein Name ist Hase (Fernsehserie, Folge 36). |                                    |                        |                                   |                                                     |       |                 | |

## 1959
1959 wurden 23 Cartoons veröffentlicht, davon sind 11 Teil der Looney-Tunes-Reihe und 12 Teil der Merrie-Melodies-Reihe. Erwähnenswert ist Friz Frelengs Siesta Mexikana mit Speedy Gonzales, der eine Oscar-Nominierung erhielt. Im Bereich Regie kam es mit Abe Levitow und Ken Harris, die beide bereits vorher als Animatoren für beide Reihen tätig waren, erstmals seit 1946 zu Neuzugängen. Levitows erste Regiearbeit erfolgte durch den Bugs-Bunny-Cartoon Musik, Maestro!, den er zusammen mit Chuck Jones verantwortete. Harris präsentierte mit Arabische Nächte seinen ersten und einzigen Kurzfilm im Franchise. Friz Freleng, Abe Levitow, Chuck Jones und Robert McKimson führten bei beiden Reihen Regie.
| Nr. | Deutscher Titel                      | Originaltitel             | Kinopremiere (USA)                 | Bekannte Charaktere                                                           | LT/MM | Regie                     | Anmerkungen |
| --- | ------------------------------------ | ------------------------- | ---------------------------------- | ----------------------------------------------------------------------------- | ----- | ------------------------- | --- |
| 833 | Musik, Maestro!                      | Baton Bunny               | 10. Jan. 1959 (C) (20. Apr. 1968*) | Bugs Bunny                                                                    | LT*   | Chuck Jones & Abe Levitow | Erste Regie von Abe Levitow und erster von zwei Bugs-Bunny-Cartoons von Abe Levitow; spätester Cartoon, der im Rahmen des Blue-Ribbon-Programms wiederveröffentlicht wurde. |
| ٴ· Deutschsprachige Veröffentlichung: als Musik, Maestro! bei Bugs Bunny und Looney Tunes (Fernsehserie), Boomerangs Starparade (Fernsehserie, 2013); als Musik, Maestro bei Looney Tunes: All Stars – Ihre ersten Cartoons Teil 1 (DVD, WB, 2003); ohne dt. Titel bei Mein Name ist Hase (Fernsehserie, Folge 42).                                                                      |                                      |                           |                                    |                                                                               |       |                           | |
| 834 | –                                    | Mouse-Placed Kitten       | 24. Jan. 1959                      | –                                                                             | MM    | Robert McKimson           | |
| ٴ· Deutschsprachige Veröffentlichung: ohne dt. Titel bei Mein Name ist Hase (Fernsehserie, Folge 97). |                                      |                           |                                    |                                                                               |       |                           | |
| 835 | China Jones                          | China Jones               | 14. Feb. 1959 (C)                  | Schweinchen Dick, Daffy Duck                                                  | LT    | Robert McKimson           | |
| ٴ· Deutschsprachige Veröffentlichung: als China Jones bei Bugs Bunnys Video Show 8 (VHS, WB, 1984), 50 Jahre Daffy Duck (VHS, WB, 1988), Warner Cartoons 4: Porky Pig (VHS, WB, 1989, 1990, 1993, 1996), Porky Pig (Super 8, Techno-Film, 1972); als Schweinchen Dick – Schwein müßte man sein (Super 8, UFA, 1977).                                                                     |                                      |                           |                                    |                                                                               |       |                           | |
| 836 | Arabische Nächte                     | Hare-Abian Nights         | 28. Feb. 1959                      | Bugs Bunny, Yosemite Sam, Gossamer                                            | MM    | Ken Harris                | Kompilationsfilm, der Ausschnitte aus Olé, Torero! (OT: Bully for Bugs, 1953), Vom Regen in die Traufe (OT: Water, Water Every Hare, 1952) und Bugs Bunny ist der Größte (OT: Sahara Hare, 1955) enthält; einzige Regie von Ken Harris; Letztauftritt von Gossamer bis 1980.                                                         |
| ٴ· Deutschsprachige Veröffentlichung: als Arabische Nächte bei Warner Cartoons 1: Bugs Bunny (VHS, WB, 1989, 1990, 1993); ohne dt. Titel bei Mein Name ist Hase (Fernsehserie, Folgen 84 und 102). |                                      |                           |                                    |                                                                               |       |                           | |
| 837 | Tweet, Tweet                         | Trick or Tweet            | 21. Mär. 1959 (C)                  | Sylvester & Tweety, Sam Cat                                                   | MM    | Friz Freleng              | |
| ٴ· Deutschsprachige Veröffentlichung: als Tweet, Tweet bei Warner Cartoons 5: Sylvester & Tweety (VHS, WB, 1989, 1990, 1993); ohne dt. Titel bei Mein Name ist Hase (Fernsehserie, Folge 40). |                                      |                           |                                    |                                                                               |       |                           | |
| 838 | –                                    | The Mouse That Jack Built | 4. Apr. 1959 (C)                   | –                                                                             | MM    | Robert McKimson           | |
| ٴ· Deutschsprachige Veröffentlichung: ohne dt. Titel bei Mein Name ist Hase (Fernsehserie, Folge 5). |                                      |                           |                                    |                                                                               |       |                           | |
| 839 | Das Kuckucksei                       | Apes of Wrath             | 18. Apr. 1959 (C)                  | Bugs Bunny, Betrunkener Storch, Gruesome Gorilla, Kurzauftritt: Daffy Duck    | MM    | Friz Freleng              | Remake von Absonderliche Affenliebe (OT: Gorilla My Dreams, 1948); Letztauftritt von Betrunkener Storch und Gruesome Gorilla. |
| ٴ· Deutschsprachige Veröffentlichung: als Das Kuckucksei bei Die Stars aus Space Jam – Bugs Bunny (VHS, WB, 1997); ohne dt. Titel bei Bugs Bunny – Märchen aus 1001 Nacht (Film, 1982), Mein Name ist Hase (Fernsehserie, Folge 97). |                                      |                           |                                    |                                                                               |       |                           | |
| 840 | Von der Rolle                        | Hot-Rod and Reel!         | 9. Mai 1959 (C)                    | Road Runner & Wile E. Coyote                                                  | LT    | Chuck Jones               | |
| ٴ· Deutschsprachige Veröffentlichung: als Von der Rolle bei Die Stars aus Space Jam – Roadrunner-Willi Kojote (VHS, WB, 1997); ohne dt. Titel bei Die schnellste Maus von Mexiko (Fernsehserie, Folge 1). |                                      |                           |                                    |                                                                               |       |                           | |
| 841 | –                                    | A Mutt in a Rut           | 23. Mai 1959                       | Elmer Fudd                                                                    | LT    | Robert McKimson           | |
| ٴ· Deutschsprachige Veröffentlichung: ohne dt. Titel bei Mein Name ist Hase (Fernsehserie, Folge 98). |                                      |                           |                                    |                                                                               |       |                           | |
| 842 | Bei den Waldmenschen                 | Backwoods Bunny           | 13. Juni 1959 (C)                  | Bugs Bunny, Pappy & Elvis                                                     | MM    | Robert McKimson           | Erstauftritt von Pappy und Elvis. |
| ٴ· Deutschsprachige Veröffentlichung: als Bei den Waldmenschen bei Bugs Bunnys Video Show 3 (VHS, WB, 1984), Bugs Bunny und seine Freunde 1 – Bildungslücken (VHS, WB, 1991); ohne dt. Titel bei Mein Name ist Hase (Fernsehserie, Folge 46). |                                      |                           |                                    |                                                                               |       |                           | |
| 843 | –                                    | Really Scent              | 27. Juni 1959 (C)                  | Pepé le Pew, Penelope Pussycat                                                | MM    | Abe Levitow               | Einziger Pepé-le-Pew-Cartoon von Abe Levitow. |
| ٴ· Deutschsprachige Veröffentlichung: ohne dt. Titel bei Mein Name ist Hase (Fernsehserie, Folge 79). |                                      |                           |                                    |                                                                               |       |                           | |
| 844 | Siesta Mexikana                      | Mexicali Shmoes           | 4. Juli 1959 (C)                   | Speedy Gonzales, Jose & Manuel (als Katzen), Kurzauftritt: Slowpoke Rodriguez | LT    | Friz Freleng              | Oscar-Nominierung (1960); Erstauftritt von Slowpoke Rodriguez. |
| ٴ· Deutschsprachige Veröffentlichung: als Siesta Mexikana bei Bugs Bunnys Video Show 4 (VHS, WB, 1984)(Cover-Titel: Siesta Mexicana (abweichend vom Backcover)), Warner Cartoons 7: Speedy Gonzales (VHS, WB, 1989, 1990, 1993, 1996), Bugs Bunny und seine Freunde 6 – Rette sich wer kann (VHS, WB, 1991); ohne dt. Titel bei Die schnellste Maus von Mexiko (Fernsehserie, Folge 10). |                                      |                           |                                    |                                                                               |       |                           | |
| 845 | Tweety in Nöten                      | Tweet and Lovely          | 18. Juli 1959                      | Sylvester & Tweety, Hector the Bulldog                                        | MM    | Friz Freleng              | |
| ٴ· Deutschsprachige Veröffentlichung: als Tweety in Nöten (Dux-Kino, Markes & Co); als Tweety lebt gefährlich (Super 8, Piccolo, Revue, Eumig); ohne dt. Titel bei Mein Name ist Hase (Fernsehserie, Folgen 70 und 102). |                                      |                           |                                    |                                                                               |       |                           | |
| 846 | –                                    | Wild and Woolly Hare      | 1. Aug. 1959                       | Bugs Bunny, Yosemite Sam                                                      | LT    | Friz Freleng              | |
| ٴ· Deutschsprachige Veröffentlichung: ohne dt. Titel bei Der total verrückte Bugs Bunny Film (Film, 1981), Mein Name ist Hase (Fernsehserie, Folge 75). |                                      |                           |                                    |                                                                               |       |                           | |
| 847 | Silvester – Übung macht den Kater    | Cat’s Paw                 | 15. Aug. 1959 (C)                  | Sylvester, Sylvester Jr.                                                      | LT    | Robert McKimson           | |
| ٴ· Deutschsprachige Veröffentlichung: als Silvester – Übung macht den Kater (Super 8, UFA, 1977); ohne dt. Titel bei Mein Name ist Hase (Fernsehserie, Folge 23). |                                      |                           |                                    |                                                                               |       |                           | |
| 848 | Speedy Gonzales – ’kenntu Parmesano? | Here Today, Gone Tamale   | 29. Aug. 1959                      | Sylvester, Speedy Gonzales                                                    | LT    | Friz Freleng              | |
| ٴ· Deutschsprachige Veröffentlichung: als Speedy Gonzales – ’kenntu Parmesano? (Super 8, UFA, 1977); ohne dt. Titel bei Die schnellste Maus von Mexiko (Fernsehserie, Folge 12). |                                      |                           |                                    |                                                                               |       |                           | |
| 849 | Es war einmal zur Weihnachtszeit     | Bonanza Bunny             | 5. Sep. 1959 (C)                   | Bugs Bunny, Blacque Jacque Shellacque                                         | MM    | Robert McKimson           | Erstauftritt von Blacque Jacque Shellacque. |
| ٴ· Deutschsprachige Veröffentlichung: als Es war einmal zur Weihnachtszeit bei Bugs Bunny und Looney Tunes (Fernsehserie); als Bonanza Bunny bei Bugs & Marvin – Mars macht mobil (VHS, WB, 1997); ohne dt. Titel bei Mein Name ist Hase (Fernsehserie, Folge 20). |                                      |                           |                                    |                                                                               |       |                           | |
| 850 | Der Hahn ist hin                     | A Broken Leghorn          | 26. Sep. 1959                      | Foghorn Leghorn, Miss Prissy                                                  | LT    | Robert McKimson           | |
| ٴ· Deutschsprachige Veröffentlichung: als Der Hahn ist hin bei Looney Tunes: All Stars – Ihre ersten Cartoons Teil 2 (DVD, WB, 2003), Bugs Bunny und Looney Tunes (Fernsehserie), Boomerangs Starparade (Fernsehserie, 2013); als Der Hahn ist hin! bei Warner Cartoons 6: Foghorn Leghorn (VHS, WB, 1989, 1990, 1993); ohne dt. Titel bei Mein Name ist Hase (Fernsehserie, Folge 97).  |                                      |                           |                                    |                                                                               |       |                           | |
| 851 | –                                    | Wild About Hurry          | 10. Okt. 1959 (C)                  | Road Runner & Wile E. Coyote                                                  | MM    | Chuck Jones               | |
| ٴ· Deutschsprachige Veröffentlichung: ohne dt. Titel bei Die schnellste Maus von Mexiko (Fernsehserie, Folge 18). |                                      |                           |                                    |                                                                               |       |                           | |
| 852 | –                                    | A Witch’s Tangled Hare    | 31. Okt. 1959                      | Bugs Bunny, Witch Hazel                                                       | LT    | Abe Levitow               | Zweiter von zwei Bugs-Bunny-Cartoons von Abe Levitow. |
| ٴ· Deutschsprachige Veröffentlichung: ohne dt. Titel bei Mein Name ist Hase (Fernsehserie, Folge 72). |                                      |                           |                                    |                                                                               |       |                           | |
| 853 | –                                    | Unnatural History         | 14. Nov. 1959 (C)                  | –                                                                             | MM    | Abe Levitow               | |
| ٴ· Deutschsprachige Veröffentlichung: ohne dt. Titel bei Mein Name ist Hase (Fernsehserie, Folge 55). |                                      |                           |                                    |                                                                               |       |                           | |
| 854 | –                                    | Tweet Dreams              | 5. Dez. 1959 (C)                   | Sylvester & Tweety, Sylvester Jr., Kurzauftritt: Granny                       | LT    | Friz Freleng              | Kompilationsfilm, der Ausschnitte aus Too Hop to Handle (1956), Omis neuer Bikini (OT: Sandy Claws, 1955), Zirkus Tweety (OT: Tweety’s Circus, 1955), Der Strick-Trick (OT: A Street Cat Named Sylvester, 1953) und Als Geschenk verpackt (OT: Gift Wrapped, 1952) enthält; erster von zwei Sylvester-Jr.-Cartoons von Friz Freleng. |
| ٴ· Deutschsprachige Veröffentlichung: ohne dt. Titel bei Mein Name ist Hase (Fernsehserie, Folge 95). |                                      |                           |                                    |                                                                               |       |                           | |
| 855 | Daffy Duck dich!                     | People Are Bunny          | 19. Dez. 1959                      | Bugs Bunny, Daffy Duck                                                        | MM    | Robert McKimson           | Nicht zu verwechseln mit Duck dich, Duck! aus dem Jahr 1953 (OT: Duck! Rabbit, Duck!). |
| ٴ· Deutschsprachige Veröffentlichung: als Daffy Duck dich! bei Bugs & Tweety – Miezekatzenjammer (VHS, WB, 1997), Bugs Bunny und Looney Tunes (Fernsehserie); als Daffy Duck + Bunny die Fernsehstars (Super 8, Techno-Film, 1972, UFA, 1977); ohne dt. Titel bei Mein Name ist Hase (Fernsehserie, Folge 78).                                                                           |                                      |                           |                                    |                                                                               |       |                           | |